# Friedrich Wilhelm II. (Preußen)

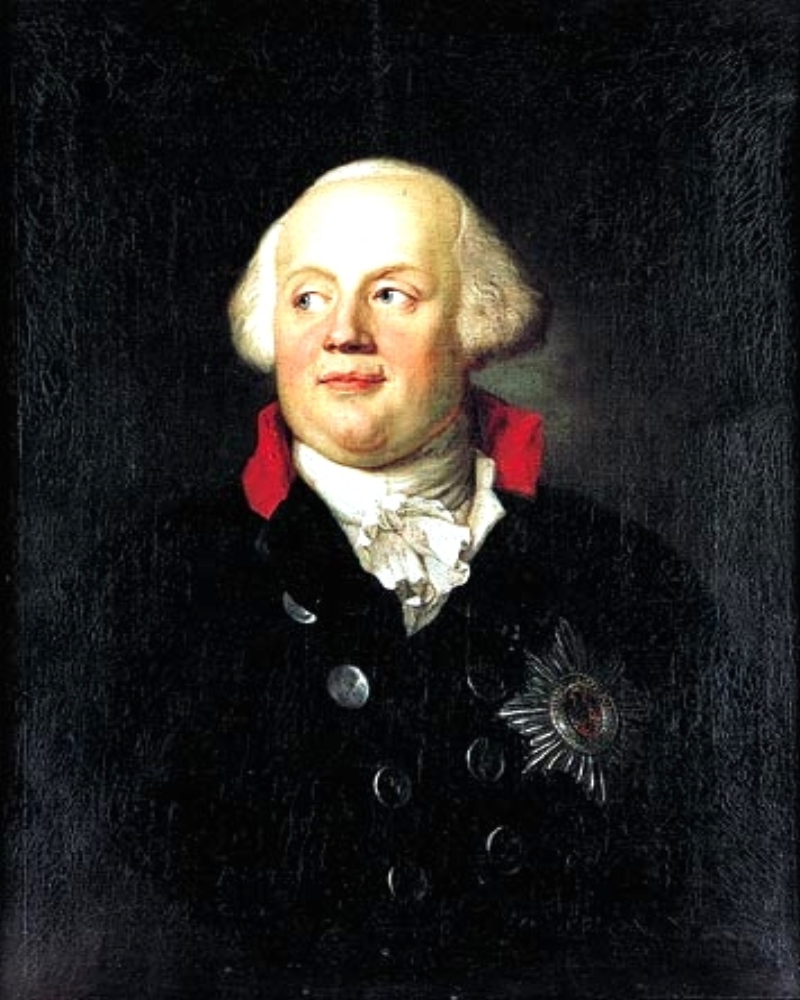
Friedrich Wilhelm II. mit dem Brustkreuz des Schwarzen Adlerordens, porträtiert von Anton Graff 1792.
Friedrich Wilhelms Unterschrift:

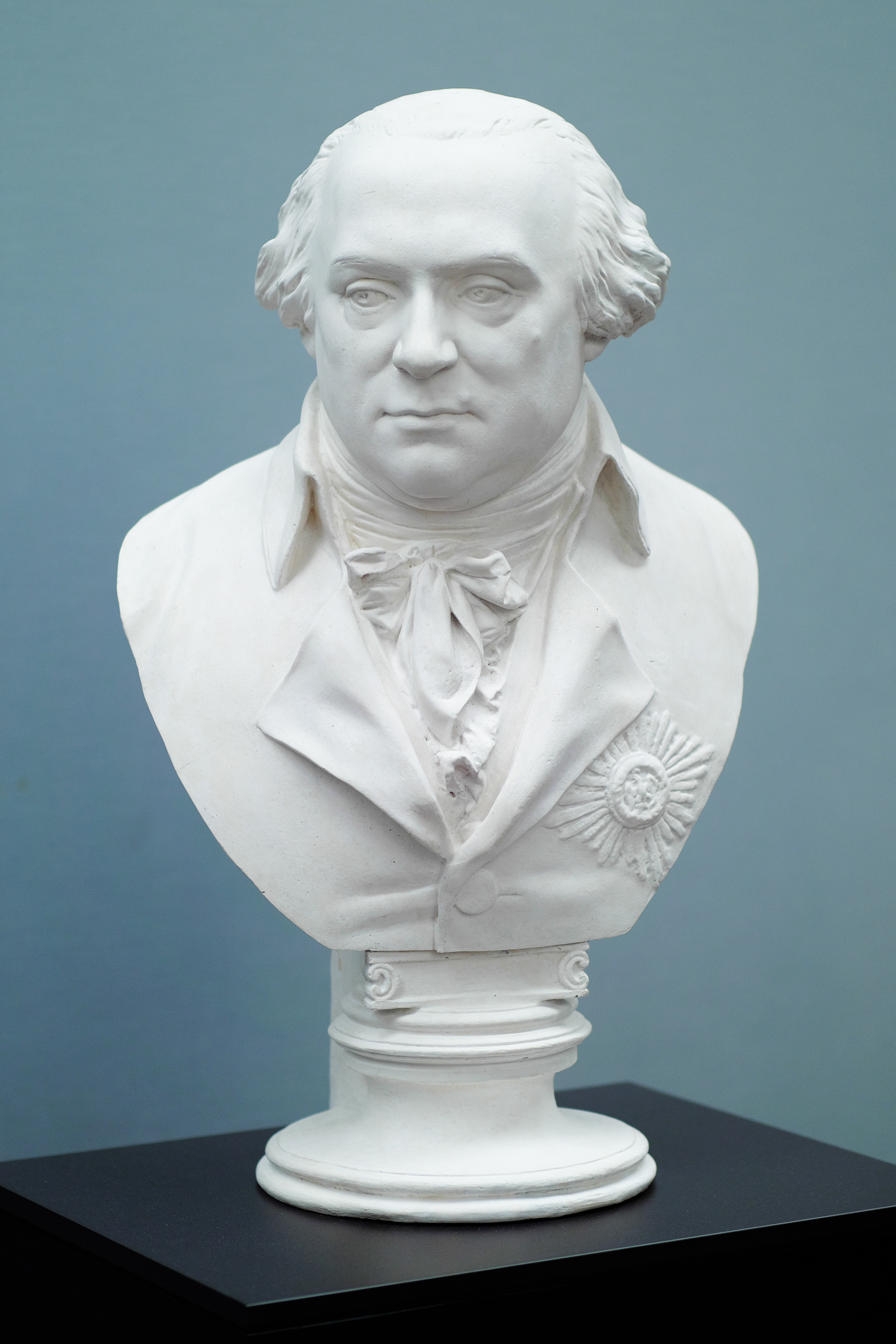
Gipsabguss der Büste von Friedrich Wilhelm II., 1792 angefertigt von Johann Gottfried Schadow (1764–1850), Alte Nationalgalerie, Berlin

Friedrich Wilhelm II. (* 25. September 1744 in Berlin; † 16. November 1797 im Marmorpalais in Potsdam) war ab 1758 Prinz von Preußen, dann von 1786 bis zu seinem Tod König von Preußen, Markgraf von Brandenburg und Kurfürst des Heiligen Römischen Reiches. Er entstammte dem deutschen Fürstenhaus Hohenzollern und war auf dem preußischen Thron der Nachfolger Friedrichs des Großen, seines Onkels.
Als Abwehrreaktion zur Französischen Revolution beendete Friedrich Wilhelm II. zunächst den Deutschen Dualismus zwischen Preußen und Österreich. Innenpolitisch wandte er sich vom aufgeklärten Regierungsstil seines Vorgängers ab und führte ein verschärftes Zensur- und Religionskontrollwesen ein. Der König zählte zu den wichtigsten Mäzenen seiner Zeit.

## Leben bis zum Herrschaftsantritt

### Herkunft

Der Vater: Prinz August Wilhelm

Friedrich Wilhelm wurde am 25. September 1744 in Berliner Kronprinzenpalais als ältester Sohn des preußischen Prinzen August Wilhelm von Preußen und der Prinzessin Luise Amalie von Braunschweig-Wolfenbüttel geboren. Zunächst stand Friedrich Wilhelm nach seinem Vater an zweiter Stelle der Thronfolge in Preußen. Wegen seiner Kinderlosigkeit hatte König Friedrich II. 1744 seinen nächstjüngeren Bruder August Wilhelm, den Vater Friedrich Wilhelms, als Prinz von Preußen zu seinem Thronfolger bestimmt.
Friedrich Wilhelm wurde in eine kriegerische Zeit hineingeboren, denn bereits seit dem 10. August 1744 befand sich Preußen wieder im Kriegszustand (1744–1745) mit Österreich. Seit dem Jahr 1740 bzw. dem Tod von Kaiser Karl VI. aus der Dynastie der Habsburger stand Wien ohne einen männlichen Thronerben da. Zwar hatte Karl VI. mit der Pragmatischen Sanktion seine Tochter Maria Theresia als Erbin eingesetzt, doch widersprach diese Urkunde dem bisher geltenden Salischen Recht, das nur männliche Thronerben vorsah. Friedrich II. von Preußen nutzte die österreichische Erbfolgekrise aus, um sich das habsburgische Schlesien einzuverleiben. Er begann damit den ersten von insgesamt drei Schlesischen Kriegen, die mit kurzen Unterbrechungen bis zum Jahr 1763 andauern sollten.
Am 11. Oktober 1744 wurde Friedrich Wilhelm im Vorgängerbau des heutigen Berliner Doms getauft. Neben Teilen der preußischen Königsfamilie sollten Kaiser Karl VII., Zarin Elisabeth von Russland, Ludwig XV. von Frankreich und der schwedische Thronfolger Adolf Friedrich als standesgemäße Taufpaten den Weg des Jungen begleiten. Die Patenwahl demonstrierte dabei zugleich noch den Versuch des Königs, Österreich bündnispolitisch zu isolieren. Diese ausländischen Herrscher waren bei der Taufe nicht persönlich anwesend, sondern ließen sich vertreten.
Das Verhältnis zwischen den Brüdern König Friedrich II. und August Wilhelm von Preußen, dem Vater des späteren Friedrich Wilhelms II., war äußerst angespannt. Dies ist darauf zurückzuführen, dass ihr Vater, König Friedrich Wilhelm I., den jüngeren Bruder August Wilhelm dem Kronprinzen gegenüber vorgezogen hatte. Schon nach dem Fluchtversuch Friedrichs im Jahr 1730 pflegte Friedrich Wilhelm I. einen liebevolleren und ungezwungeneren Umgang zu August Wilhelm – ein Umstand, den Friedrich II. seinem Bruder zeitlebens verübeln sollte.

### Erziehung

Der zivile Erzieher: Nikolaus de Béguelin; Schattenriss von Johann Friedrich Gottlieb Unger (1753–1804)

Im Jahr 1747 entzog König Friedrich II. seinen dreijährigen Neffen der Obhut seiner Familie, die im Berliner Kronprinzenpalais und Schloss Oranienburg lebte. Er ließ Friedrich Wilhelm ins Berliner Schloss bringen und entschied über eine Erziehung im Sinne der Aufklärung. Obwohl sich schon wenig später mit dem Philanthropinismus in Dessau erste Anzeichen einer mehr der Natur des Kindes angepassten Pädagogik herausbilden sollten, wurde der junge Friedrich Wilhelm noch wie ein Miniatur-Erwachsener behandelt. Die Zeitgenossen sahen vor allem im logischen Denken eine Voraussetzung für die Entstehung der Vernunft im Menschen. Dieser Gedanke verleitete Friedrich II. dazu, einen Mathematiker als Hauslehrer seines vierjährigen Neffen auszuwählen.

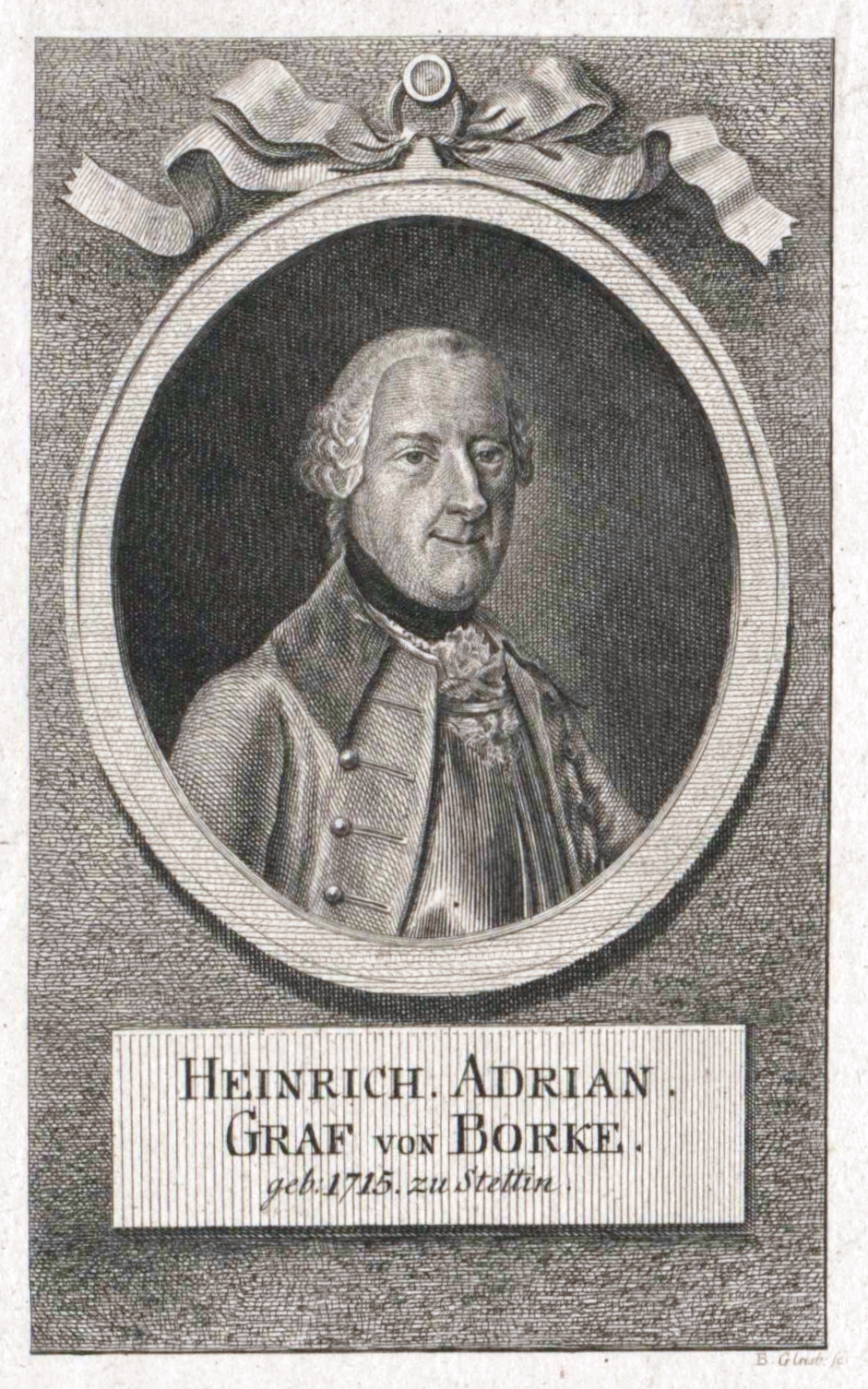
Der militärische Erzieher: Heinrich Adrian von Borcke

Der Präsident der Königlichen Akademie in Berlin, Pierre Louis Moreau de Maupertuis, schlug dem König daraufhin den Schweizer Gelehrten Nicolas de Béguelin vor. Béguelin hatte Jura und Mathematik studiert, dann am Reichskammergericht in Wetzlar gearbeitet und befand sich seit 1743 in preußischen Diensten. Mit Friedrich II. war er schon in persönlichen Kontakt getreten und genoss dessen Wertschätzung. Den Tagesablauf des vier- und fünfjährigen Prinzen regelte Béguelin streng: Am Vormittag lernte der Prinz Deutsch und Französisch, die Sprache der europäischen Fürstenhöfe. Am Mittag musste er Kavaliere des Hofes einladen, um in diplomatische Umgangsformen eingeführt zu werden. Nach dem Mittagessen wurde der Sprachunterricht in schriftlicher Form fortgesetzt, da er bereits im Alter von fünf Jahren lesen und schreiben konnte. Erst danach blieb ihm Zeit zum Spielen. Aber auch zu dieser Tageszeit musste er mithilfe von Puppen das Gelernte nachspielen. Das Abendessen nahm Friedrich Wilhelm bei höfischer Gesellschaft ein. Selbst im Kleinkindalter musste er an den abendlichen Oper- und Theateraufführungen teilnehmen, dasselbe gilt auch für Karnevalfestlichkeiten und sonstige höfische Veranstaltungen. Vor dem Einschlafen wurden ihm Werke wie Gullivers Reisen, Geschichten aus 1001 Nacht und Reineke Fuchs vorgelesen.
Friedrich II. griff stets in die Erziehung ein. So verlangte er bei dem Empfang der Kavaliere am Mittag, dass Friedrich Wilhelm nicht, wie es sonst üblich war, zu Bescheidenheit und Zurückhaltung erzogen werden solle. Als möglicher Nachfolger in der Königswürde sollte er dem Willen Friedrichs II. entsprechend sich durch „Dreistigkeit“ Respekt im Adel des Landes verschaffen. Der eher schüchterne Friedrich Wilhelm konnte diesen Ansprüchen seines Onkels nicht genügen. Die hohen Erwartungen, die tagtäglich an das Verhalten und die Leistungsbereitschaft des Kindes gestellt wurden, ließen kaum Raum für unbeschwerte Stunden und kindgerechte Beschäftigungen. Hatte der Prinz keine Lust, bestimmte Aufgaben zu erfüllen, oder zeigte er sich trotzig, nahm ihm Béguelin das Lieblingsspielzeug weg oder drohte sogar mit Prügeln.
Friedrich Wilhelm wurde in Mathematik, Jura, Philosophie und Geschichte unterrichtet. Als Bildungspaten fungierten hier immer wieder Mitglieder der Königlichen Akademie der Wissenschaften, die unter Friedrich II. bedeutende, überwiegend französische Gelehrte vereinte. Vor allem in griechischer, römischer, assyrischer und jüdischer Geschichte verfügte der spätere König über solide Kenntnisse. Gelegentlich lockerte Béguelin den Unterricht auf, indem er mit dem Prinzen Ausflüge in Berliner Manufakturen, Werkstätten und Kunstateliers unternahm. Auch Tanzen, Fechten und Reiten standen auf dem Programm. Eine Erziehung, die Friedrich Wilhelm auf die Regierungsgeschäfte eines regierenden Monarchen vorbereitet hätte, erhielt er jedoch nicht.
Für die militärische Ausbildung Friedrich Wilhelms wählte der König im Jahr 1751 den belesenen und hochgebildeten Major Heinrich Adrian von Borcke aus. Der 36-jährige Graf zeigte wenig pädagogisches Feingefühl. Aus Berichten über den Fortschritt des Kindes an Friedrich II., die Borcke regelmäßig verfassen musste, geht hervor, dass Friedrich Wilhelm sich häufig aufsässig verhielt und dafür mit Schlägen bestraft wurde. Als auch dies nichts half, verbot Borcke dem Prinzen den Kontakt zu seinem jüngeren Bruder Heinrich. Friedrich II. billigte diese Erziehungspraxis. Am 19. August 1754 forderte er, dass Friedrich Wilhelm von Berlin nach Potsdam, zu seinem Hof, umsiedeln solle. Als Ziel gab der König an, Friedrich Wilhelms sensibles und zurückhaltendes Wesen umzuformen:

„Da er (Friedrich Wilhelm) etwas schüchtern ist, habe ich allen, die zu mir kommen, gesagt, sie sollten ihn necken, um ihn zum Sprechen zu bringen. Ich bin überzeugt, daß er in Bälde vor niemandem mehr verlegen sein wird.“

### Prinz von Preußen und präsumtiver Thronfolger

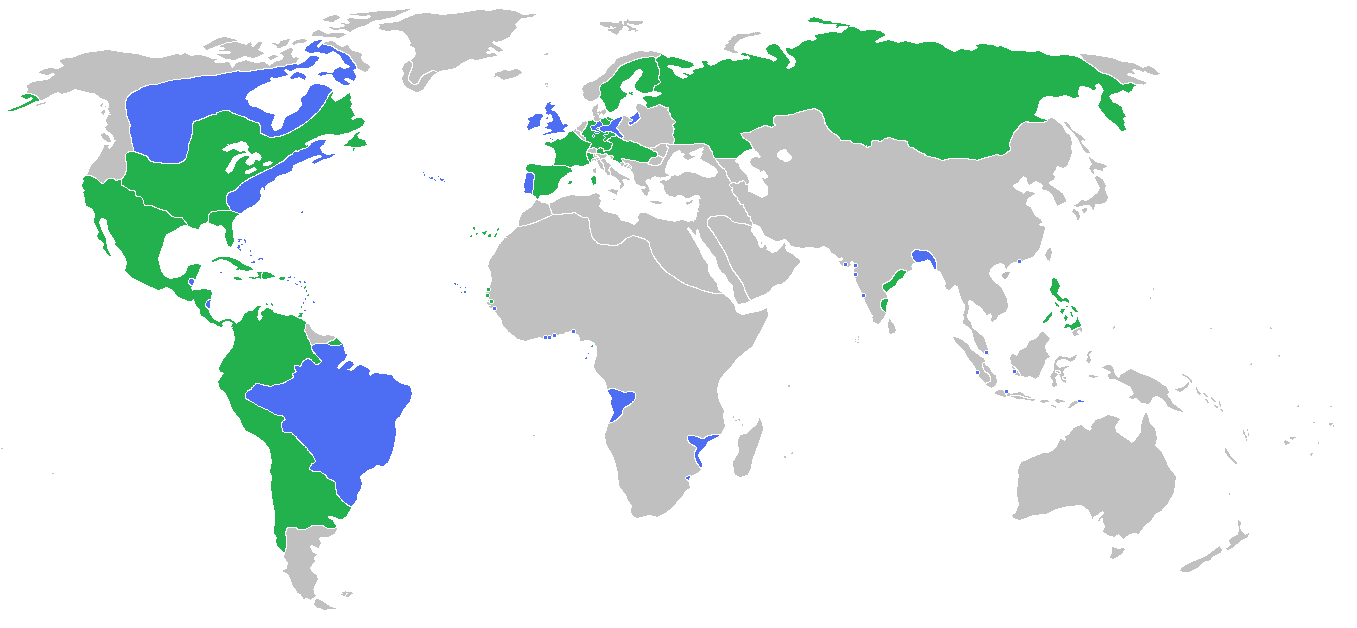
Das europäische Bündnissystem 1756:
blau: Großbritannien, Preußen, Portugal und Verbündete
grün: Frankreich, Spanien, Österreich, Russland, Schweden und Verbündete

Die Jugend Friedrich Wilhelms wurde von den Erfahrungen des Dritten Schlesischen Krieges bzw. des Siebenjährigen Krieges (1756–1763) überschattet.
Der Krieg verschärfte die Spannungen zwischen König Friedrich II. und Friedrich Wilhelms Vater, August Wilhelm, der seit 1744 als Prinz von Preußen präsumtiver Thronfolger war. Im Herbst 1757 entließ Friedrich II. seinen Bruder wegen des Vorwurfs, mehrfach versagt zu haben, unehrenhaft aus der Armee. Einige Historiker vermuten, dass Friedrich seinen Bruder bewusst als Sündenbock missbraucht habe, um von seinen eigenen Fehlern als Feldherr abzulenken, und seine Verachtung für den jüngeren Bruder später auf Friedrich Wilhelm übertragen habe. Tatsächlich hatte Friedrich II. seinen Neffen vor dem Tod August Wilhelms nicht bösartiger behandelt als es sein Umfeld gewöhnt war.

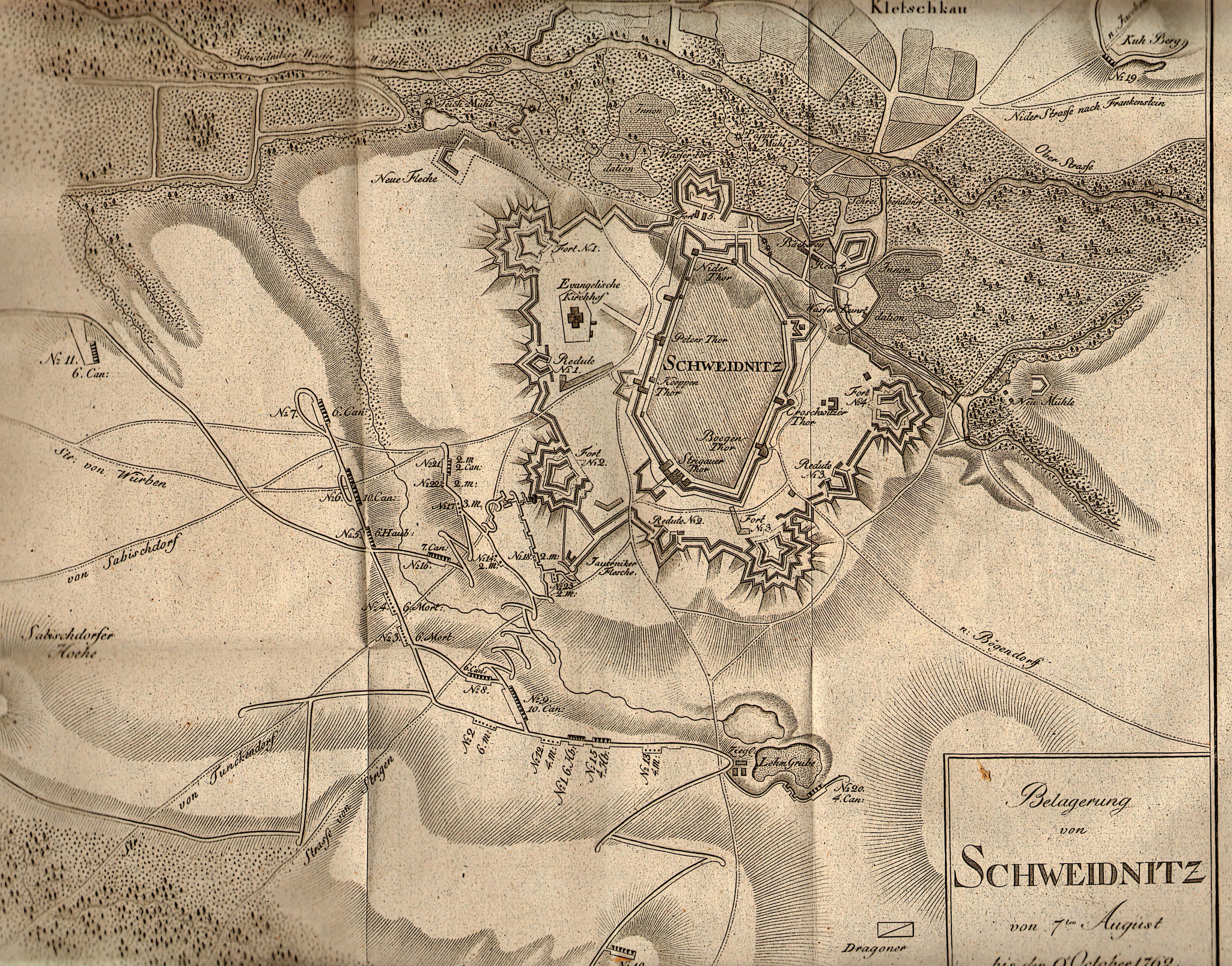
Karte: Belagerungen von Schweidnitz im Jahr 1762

Der zwölfjährige Friedrich Wilhelm beglückwünschte in einer Reihe von Briefen die militärischen Erfolge seines Onkels. Ob die Lobhymnen auf Friedrich II. allerdings tatsächlich aus seiner Feder stammen oder professionell beauftragt wurden, ist in der Forschung umstritten, denn die Briefe wurden – ohne Unterbrechung und ohne Stilveränderung – auch nach dem Tod seines Vaters August Wilhelm (12. Juni 1758) fortgesetzt.
Nach dem Tod ihres Vaters August Wilhelm war es kriegsbedingt erst im Dezember 1758 den beiden Halbwaisen Friedrich Wilhelm und seinem Bruder Heinrich möglich, König Friedrich II. in seinem Winterlager in Torgau zu besuchen. Bei dieser Gelegenheit bestätigte Friedrich II. seinem Neffen die Position als Thronfolger und verlieh ihm am 13. Dezember 1758 den Titel und Namen Prinz von Preußen. Auf diese Weise signalisierte Friedrich II. nach außen, dass Preußens Existenz durch den Erben gesichert sei. Tatsächlich aber stand Preußen in diesem Krieg mehrfach vor der völligen Auflösung. Der preußische Hof befand sich oft auf der Flucht oder musste sich in der Festung Magdeburg verschanzen. Friedrich Wilhelm hatte an militärischen Übungen teilzunehmen. Häufig schloss der Personentransport nicht alle Lehrkräfte des Thronfolgers ein, so dass er nur von Borcke und Béguelin unterrichtet werden konnte.
In der Endphase des Siebenjährigen Krieges sah Friedrich II. die Beliebtheit des Thronfolgers bei den Soldaten mit Sorge, da sie seinen eigenen militärischen Ruhm zu überstrahlen drohte. 1762 nahm der Prinz von Preußen an der Belagerung von Schweidnitz und der Schlacht von Burkersdorf teil. Zwar lobte Friedrich II. ihn für seine Tapferkeit und ernannte ihn zum Kommandeur eines Potsdamer Infanterieregiments, doch im Laufe der Zeit kühlte sich das Verhältnis zwischen dem Monarchen und seinem Thronfolger merklich ab.
Der Siebenjährige Krieg endete schließlich mit dem Frieden von Hubertusburg am 15. Februar 1763. Preußen hatte sich zwar als Großmacht behaupten können und Schlesien verteidigt, doch dafür immense wirtschaftliche und kulturelle Schäden in Kauf genommen. Durch Seuchen, Hunger und Krankheiten war der Verlust von über 300.000 Zivilisten allein in Preußen zu beklagen.

### Ehe mit Elisabeth Christine Ulrike von Braunschweig-Wolfenbüttel (1765–1769)

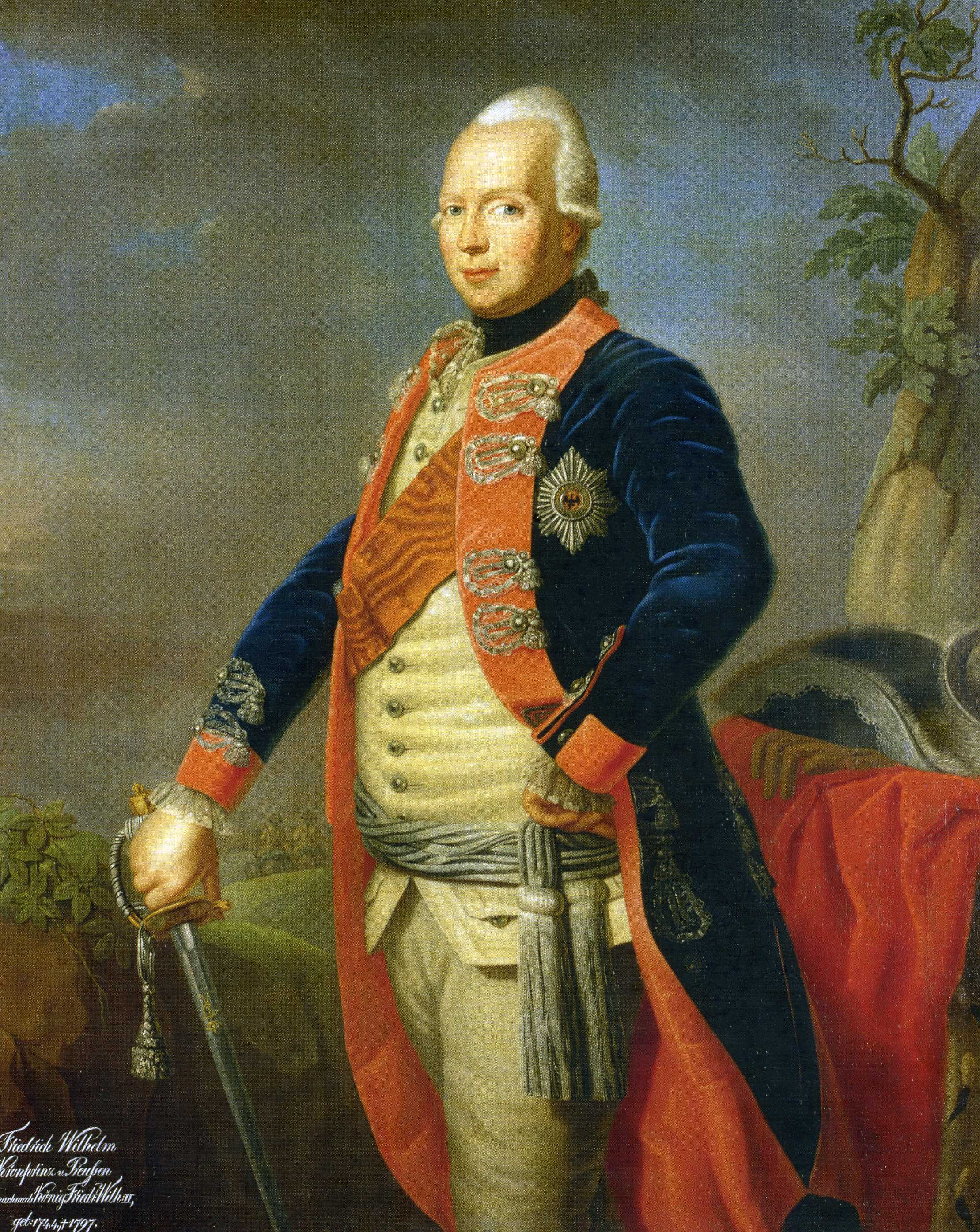
Friedrich Wilhelm als Thronfolger, um 1765

Um den Fortbestand der Hohenzollern-Dynastie weiter abzusichern, verheiratete Friedrich II. den 20-jährigen Friedrich Wilhelm mit Elisabeth Christine Ulrike von Braunschweig-Wolfenbüttel, der Tochter von Herzog Karl I. zu Braunschweig-Wolfenbüttel und Friedrichs Schwester Philippine Charlotte von Preußen. Dass Elisabeth Christine Ulrike von Braunschweig-Wolfenbüttel väter- und mütterlicherseits die Cousine des Thronfolgers war, störte Friedrich genauso wenig wie all seine Zeitgenossen. In Quellen des 18. Jahrhunderts findet sich tatsächlich noch kein einziges Indiz für die Vorstellung, dass Verwandtenehen gesundheitlich bedenklich sein konnten. Es existierten lediglich kirchliche Verbote diesbezüglich, die aber aufgrund der herausragenden gesellschaftlichen Stellung Friedrich Wilhelms im Verständnis der Zeit rechtlich außer Kraft gesetzt waren. Herzog Karl I. von Braunschweig-Wolfenbüttel hatte Friedrich II. als loyaler Feldherr in der Armee gedient, weshalb es von großer Bedeutung war, Braunschweig mithilfe der Heirat auch weiterhin politisch eng an Preußen zu binden. Friedrich II. entschied sich ausschließlich aus Vernunftgründen für die Eheschließung des Thronfolgers mit Elisabeth Christine Ulrike von Braunschweig-Wolfenbüttel.
Friedrich Wilhelm hatte jedoch bürgerliche Liebesvorstellungen übernommen, wie sie die zeitgenössische literarische Strömung des Sturm und Drang forderte. Er lehnte die ihm aufgezwungene Ehe ab und wandte sich Mätressen zu, was konservative Mitglieder am preußischen Hof und besonders der König missbilligten. Bereits 1764 hatte der Prinz die Tochter eines Musikers namens Wilhelmine Encke (1753–1820) kennengelernt. Elisabeth Christine revanchierte sich, indem sie ihrerseits außereheliche Beziehungen pflegte. Die geistvolle, gut aussehende und charmante Elisabeth Christine Ulrike erwartete von Friedrich Wilhelm „erobert“ zu werden, wozu es aber nie kam. Am schlimmsten empfand es der Thronfolger aber, dass sie Anerkennung bei König Friedrich II. und dem Großteil der Hofgesellschaft fand.
Als nach vierjähriger Ehe anstatt eines Stammhalters lediglich 1767 eine Tochter zur Welt gekommen war und der Hof über Gerüchte eines Seitensprunges Elisabeths tuschelte, sorgte König Friedrich II. mit dem Einverständnis Friedrich Wilhelms für die rasche Scheidung am 18. April 1769. Schließlich konnte man sich nicht mehr sicher sein, ob das nächste Kind auch tatsächlich vom Thronfolger stammen würde und damit überhaupt Rechte auf den Thron geltend machen konnte. Die Brüder Friedrichs II. hatten bereits Erbansprüche auf die Nachfolge Friedrich Wilhelms erhoben. Für Friedrich Wilhelm kam die Affäre gerade Recht, um sich seiner Ehefrau zu entledigen. Elisabeth Christine musste den Titel „königliche Hoheit“ ablegen und als „Durchlaucht“ mit einer kleinen Pension in Stettin leben, wo sie 1840 starb. Der König gab Friedrich Wilhelm die Schuld am Scheitern der Ehe. Er schrieb rückblickend in seinen Memoiren:

„Der Ehemann, jung und ohne Sitten, […] brach seiner Frau täglich die Treue. […] Die Prinzessin, die in der Blüte ihrer Schönheit stand, fand sich von der geringen Aufmerksamkeit, die man ihren Reizen zollte, beleidigt, fühlte sich angestachelt, sich für das Unrecht, das man ihr angetan hatte, zu rächen.“

### Ehe mit Friederike Luise von Hessen-Darmstadt (1769–1797)

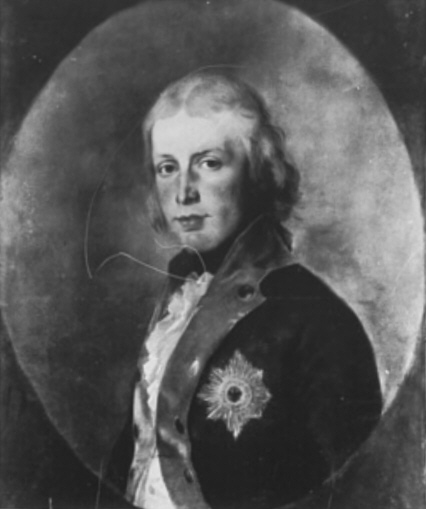
Der Sohn: Friedrich Wilhelm als Kronprinz um 1793

Nach der Scheidung begannen am Potsdamer Hof sofort Aktivitäten zur erneuten Vermählung des Thronfolgers, da die Dynastie einen Stammhalter brauchte. König Friedrich II. entschied sich für die Prinzessin Friederike Luise von Hessen-Darmstadt. Schon der Aspekt, dass die neue Ehe nicht dem Rang eines zukünftigen Königs von Preußen entsprach, muss Friedrich Wilhelm schwer in seinem patriarchischen Selbstverständnis gekränkt haben. Die Landgrafschaft Hessen-Darmstadt galt als drittklassige Macht, während Preußen auf einer Stufe mit den Großmächten Frankreich, Großbritannien, Österreich und Russland stand. Außerdem verletzte die Zwangsehe abermals Friedrich Wilhelms Wunsch nach einer frei gewählten Liebesehe. Im Gegensatz zu Elisabeth Christine konnte sich Friederike Luise jedoch mit den Mätressen ihres Gatten abfinden. Sie erfüllte auch ihre Funktion, als sie am 3. August 1770 den lang ersehnten Sohn, den späteren König Friedrich Wilhelm III., zur Welt brachte. Als Friedrich Wilhelm von der Geburt hörte, schrieb er an seine Mätresse Wilhelmine Encke: „ich wünschte das dieses ding niemals das licht gesehen hätte“. Zeit seines Lebens konnte Friedrich Wilhelm keine Gefühlsbindung zu seinem legitimen Nachkommen aufbauen. Der spätere Friedrich Wilhelm III. wuchs unter dem Eindruck auf, dass sein Vater seine außerehelichen Kinder mehr liebte. Dies war der Grund dafür, dass er nach dem Tod Friedrich Wilhelms II. als erste Amtshandlung Encke sofort verhaften ließ, eine, wie sich erwies, ergebnislose Untersuchung einleitete, und sie erst Jahre später rehabilitierte. Tatsächlich behandelte Friedrich Wilhelm, anders als es sein Sohn später darstellen sollte, seine Ehefrau aber durchaus standesgemäß. Nachdem die schwer an Gicht erkrankte Friederike Luise bis 1783 sechs weitere Kinder zur Welt gebracht hatte, konnte sie Friedrich Wilhelm den Beischlaf verweigern, ohne dass es ihrer Stellung am Hof schadete. Der spätere Friedrich Wilhelm II. hätte eine solche Reaktion dazu nutzen können, um sie vom Hof zu verbannen oder eine Scheidung durchzusetzen. Stattdessen akzeptierte er ihre Entscheidung. Nachdem er selbst König geworden war, schenkte er ihr Schloss Monbijou und stattete sie mit einem eigenen, repräsentativen Hofstaat aus.
Widerwillig erkannte Friedrich II. im Jahr 1777 Encke als offizielle Mätresse an. Encke erhielt vom König eine jährliche Apanage von 30.000 Talern und ein Haus in Charlottenburg.
Von 1787 bis 1789 war er auch mit Julie von Voß morganatisch vermählt. Nach einem Trauerjahr folgte von 1790 bis 1792 eine zweite morganatische Ehe mit Sophie von Dönhoff.

### Konflikt mit Friedrich II.

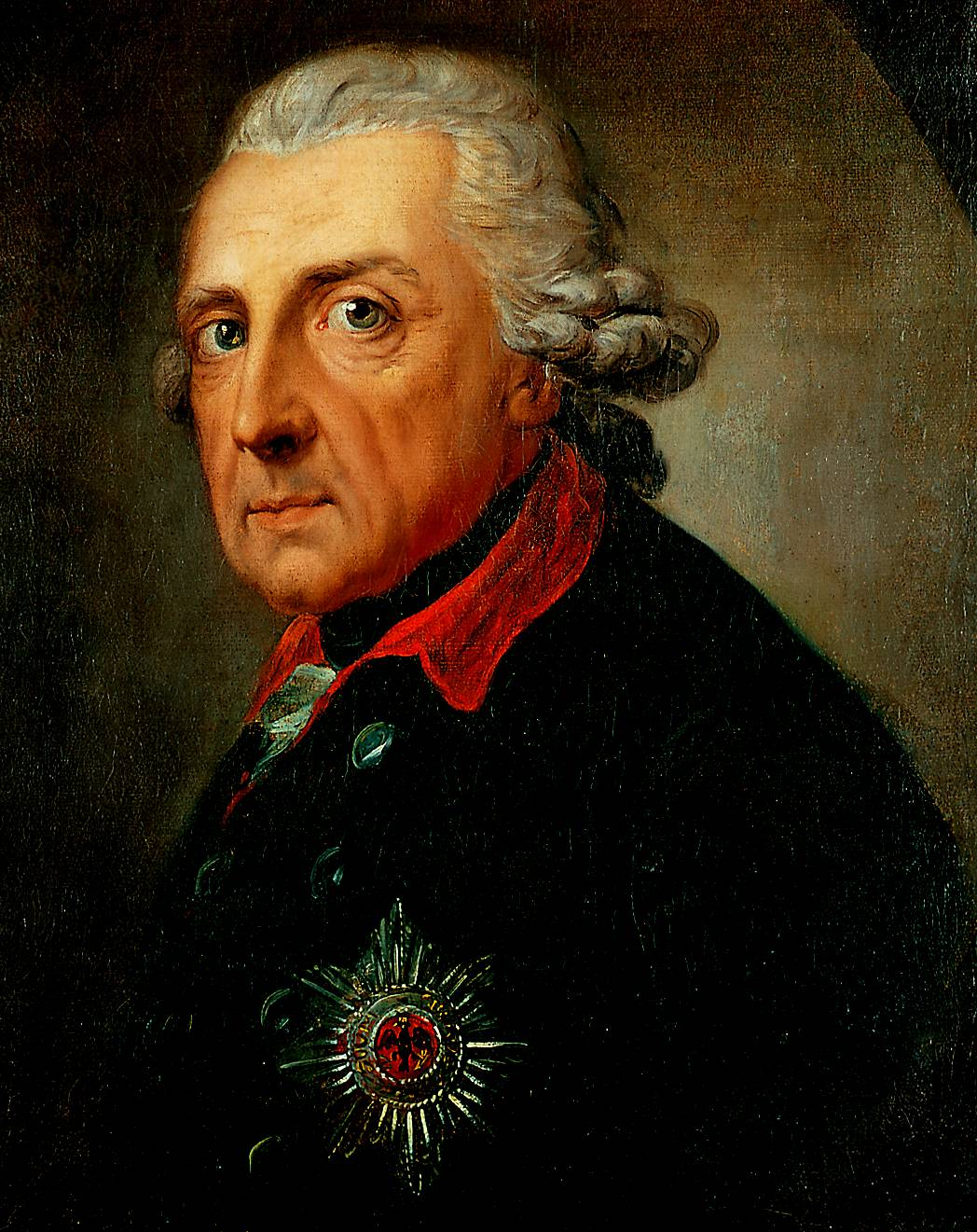
Der Onkel: Friedrich II., porträtiert von Anton Graff 1781

Friedrich II. zielte auf eine öffentliche Demütigung seines Thronfolgers ab. So äußerte er gegenüber dem kaiserlichen Diplomaten sein Bedauern, dass nicht sein anderer Neffe, Karl Wilhelm Ferdinand von Braunschweig, ihm auf den Thron nachfolge könne. Der Kunsthistoriker Alfred Hagemann interpretiert dieses Verhalten so, dass Friedrich durch die gezielte Demontage seines eigenen Nachfolgers sein eigenes Bild in der Geschichte aufwerten wollte.
Spätestens die beiden von Friedrich II. arrangierten Zwangsehen führten zu dem spannungsgeladenen Verhältnis zwischen König und Kronprinz. Friedrich Wilhelm begann sich immer mehr von Friedrich II. charakterlich abzugrenzen: Lebte König Friedrich II. in einer reinen Männerwelt, baute sich der Kronprinz ab den 1760er Jahren ein emotionales und bürgerliches Liebesleben mit Wilhelmine Encke auf. Während Friedrich II. sich kritisch mit der Religionsausübung beschäftigte, war Friedrich Wilhelm II. ein frommer Protestant. War Friedrich II. nur Förderer der französischen Kultur, sollte Friedrich Wilhelm II. als König das deutsche Musik- und Theaterschaffen unterstützen. Während Friedrich II. sich in kleine elitäre Kreise zurückzog, suchte Friedrich Wilhelm II. als König repräsentative Auftritte. Friedrich Wilhelm war ein Mann seiner Zeit, der sich für Spiritismus, Hellseherei und Astrologie interessierte, die seinen Vorgänger abgestoßen hätten.
Von der Verachtung Friedrichs II. für seinen Nachfolger zeugt auch die dem „Prinzen von Preußen“ zugewiesene Potsdamer Wohnung an der Ecke des Neuen Marktes. Angesichts seiner hohen Stellung wohnte er dort sehr beengt inmitten der Bürger. Das heute als „Kabinettshaus“ bekannte Gebäude am Neuen Markt war ursprünglich 1753 für den Landprediger Krumbholz errichtet worden und musste 1764 notdürftig zum Kronprinzenpalais umfunktioniert werden. Im angemieteten Nachbarhaus der Schwertfegerstraße 8 kam am 3. August 1770 der spätere preußische König Friedrich Wilhelm III. zur Welt. In dem Haus lud der spätere Friedrich Wilhelm II. die vornehme Potsdamer Gesellschaft zu Konzerten und Bällen ein, die jedoch aus Platzgründen bald in die alte Orangerie am Lustgarten verlegt wurden.
Obwohl Friedrich II. seinem Neffen eine bildungsreiche Erziehung zuteilte, versäumte der König es – wohl absichtlich –, den Thronfolger in politische Vorgänge und Zusammenhänge einzuführen. Er durfte lediglich an den Sitzungen des Berliner Kammergerichtes teilnehmen. Friedrich II. untersagte seinen Ministern jedoch, Friedrich Wilhelm Einblicke in das politische Tagesgeschäft zu gewähren. Solide Kenntnisse besaß er aufgrund seiner Erziehung lediglich im Staatsrecht, im Militärischen und in den Künsten.
Friedrichs Lebensstil und Staatsauffassung unterschieden sich grundlegend von denen seines Neffen. Friedrich lebte ostentativ nach dem Grundsatz, Erster Diener seines Staates sein zu wollen. Dafür widmete er sich eingehend der Politik, der Regierungsarbeit und der Staatsphilosophie und kümmerte sich teilweise um kleinste Details. Er wechselte seine Berater und Beamten oft aus und delegierte nur ungern Aufgaben und Macht an andere. Bis zuletzt herrschte er als Autokrat.

## Friedrich Wilhelm II. als König

### Innenpolitik

#### Regierungswechsel (1786)
Beim Tod König Friedrich II. in der Nacht des 17. August 1786, frühmorgens um 2.20 Uhr, waren dessen Arzt, die beiden Kammerhusaren sowie einige Lakaien anwesend. Seinen Neffen rief der sterbende König jedoch nicht, was eine letzte bewusste Demütigung des Nachfolgers bedeutete. Friedrich der Große starb im Alter von 74 Jahren auf einem Sessel im Arbeitszimmer von Schloss Sanssouci in Potsdam. Die Nachricht des Todes soll angeblich dem auf einer Parkbank sitzenden Friedrich Wilhelm überbracht worden sein. Gemeinsam mit dem Kriegsminister Ewald Friedrich von Hertzberg und Generalleutnant Graf von Görz traf Friedrich Wilhelm gegen 3 Uhr nachts im Schloss ein. Der verstorbene König war am Ende seines Lebens längst nicht mehr populär gewesen, und sein Tod löste in Preußen keine große Trauer aus. Einige Zeitzeugen behaupten übereinstimmend, dass auf den Straßen Berlins der Satz „Gott sei Dank, das alte Ekel ist endlich tot“ getönt haben soll.

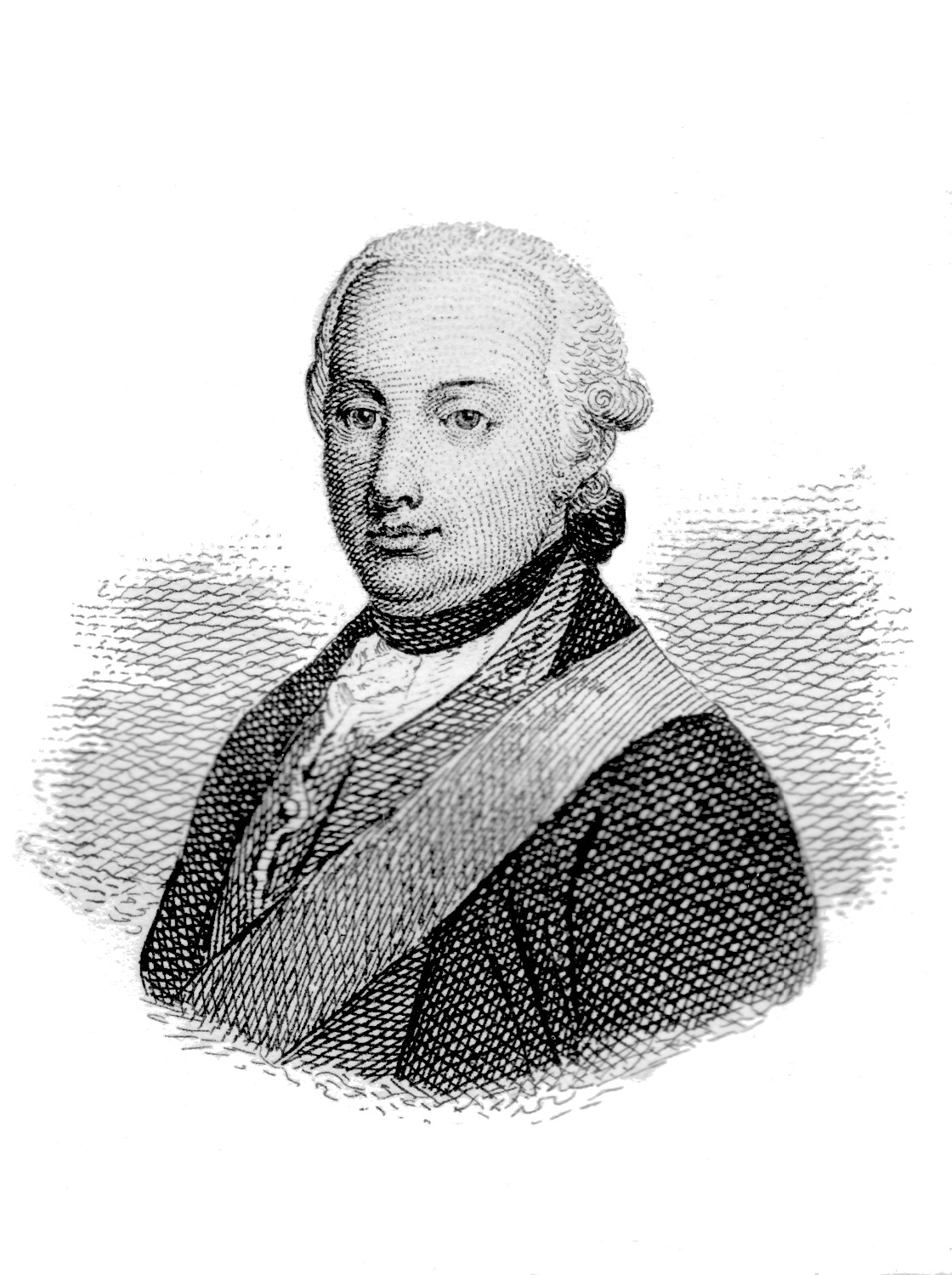
Friedrich Wilhelm II. von Preußen

Wie geplant folgte Friedrich dem Großen sein Neffe als König Friedrich Wilhelm II. von Preußen auf den Thron. Bei seinem Regierungsantritt war der neue König sehr beliebt, und das Volk erhoffte sich eine allgemeine Besserung der Lage. Friedrich Wilhelm II. besichtigte noch am 17. August 1786 die Gruft auf der Terrasse von Schloss Sanssouci. Dort, so hatte es Friedrich II. in seinem Testament verfügt, wollte er neben seinen Hunden begraben werden.

„Ich habe als Philosoph gelebt und will als solcher begraben werden, ohne Gepränge, ohne feierlichen Pomp, ohne Prunk. Ich will weder geöffnet, noch einbalsamiert werden. Man bestatte mich in Sanssouci auf der Höhe der Terrassen in einer Gruft, die ich mir habe herrichten lassen.“

Bis auf den Aspekt der Einbalsamierung nahm Friedrich Wilhelm II. keine Rücksicht auf die Wünsche seines Onkels. Er bestattete Friedrichs Leichnam am 9. September 1786 mit einer prachtvollen Prozession in der Potsdamer Garnisonkirche. Sein Sarg lag ausgerechnet neben dem des Soldatenkönigs Friedrich Wilhelm I., unter dem Friedrich II. in seiner Kindheit sehr gelitten hatte. Die schlichte Begräbnisstätte kam zwar Friedrich durchaus entgegen, konnte aber dennoch nicht darüber hinwegtäuschen, dass Friedrich Wilhelm II. nun eine Umverkehrung der Machtverhältnisse betonen wollte.
Ein weiterer Bruch bestand in der Rückverlegung der Residenz von Potsdam nach Berlin. Lebte Friedrich II. in Potsdam von seinem Volk distanziert und zurückgezogen, prägte Friedrich Wilhelm II. mit seinen festlichen Umzügen, den abendlichen Oper- und Theaterbesuchen das kulturelle Leben in Berlin. Im Berliner Schloss bezog er das ehemalige Appartement Friedrich Wilhelms I. im Nordwesttrakt. Die neunundzwanzig Räume des Königs wurden komplett im klassizistischen Stil umgestaltet. Er schaffte die verhasste Kaffee- und Tabaksteuer ab, verteilte Orden, Auszeichnungen und Rangerhöhungen, unter denen auch die von Johann Christoph von Woellner und Hans Rudolf von Bischoffwerder waren. Angesichts der Kriege, höfischen Bauleidenschaft und bürokratischen Eingliederung der durch die Polnischen Teilungen gewonnenen Gebiete wurden jedoch Grundnahrungsmittel wie Mehl, Zucker und Bier mit einer Verbrauchssteuer belegt. Die anfängliche Popularität des Königs bei der Bevölkerung war daher schnell wieder verflogen.

#### Kabinettregierung

Monogramm von Friedrich Wilhelm II.

Da sein Onkel ihn nicht in die politischen Abläufe eingeführt hatte, konnte Friedrich Wilhelm den Staat nicht wie jener von seinem Schreibtisch aus regieren. An die Stelle der Selbstregierung seiner Vorgänger trat eine Kabinettsregierung. Je nach Jahreszeit ließ der König das Kabinett zwischen 5 und 6 Uhr versammeln. Sie unterrichteten ihn durch Vorträge und Korrespondenz oder berieten ihn in politischen Fragen. Daraufhin traf der König Entscheidungen und teilte sie dem Kabinett mit, das die Befehle des Königs verschriftlichte. Um etwa 3 Uhr reichte das Kabinett per Boten die entsprechenden Akten dem König zu, um sie unterschreiben zu lassen. Die Boten brachten die unterschriebenen Akten wieder zu den Kabinettsmitgliedern, die die Akten dann an die entsprechenden Behörden weiterleiteten. Der König brauchte häufig nicht länger als fünf Stunden für die Regierungsgeschäfte.

#### Verwaltung
Ein anderer wesentlicher Faktor in der preußischen Innenpolitik war die Beibehaltung der alten Verwaltungsstruktur sowie der Beamten und Offiziere Friedrichs des Großen. Die meisten von ihnen waren bereits seit 1763 im Amt, und Friedrich hatte sie aus Dankbarkeit in seinen Diensten behalten. Sie hatten in ihren jüngeren Tagen viel für Preußen und seinen damaligen König getan. Inzwischen waren viele von ihnen über 65, manche sogar über 70 Jahre alt. Das wirkte sich auf die Staatsverwaltung aus. Noch größer waren die Wirkungen im militärischen Bereich. Die Veteranen des Siebenjährigen Krieges waren nicht in der Lage, den französischen Volksheeren nach 1789 entscheidend gegenüberzutreten, weil sie die neuen militärischen Konzepte der Franzosen ignorierten.

### Außenpolitik

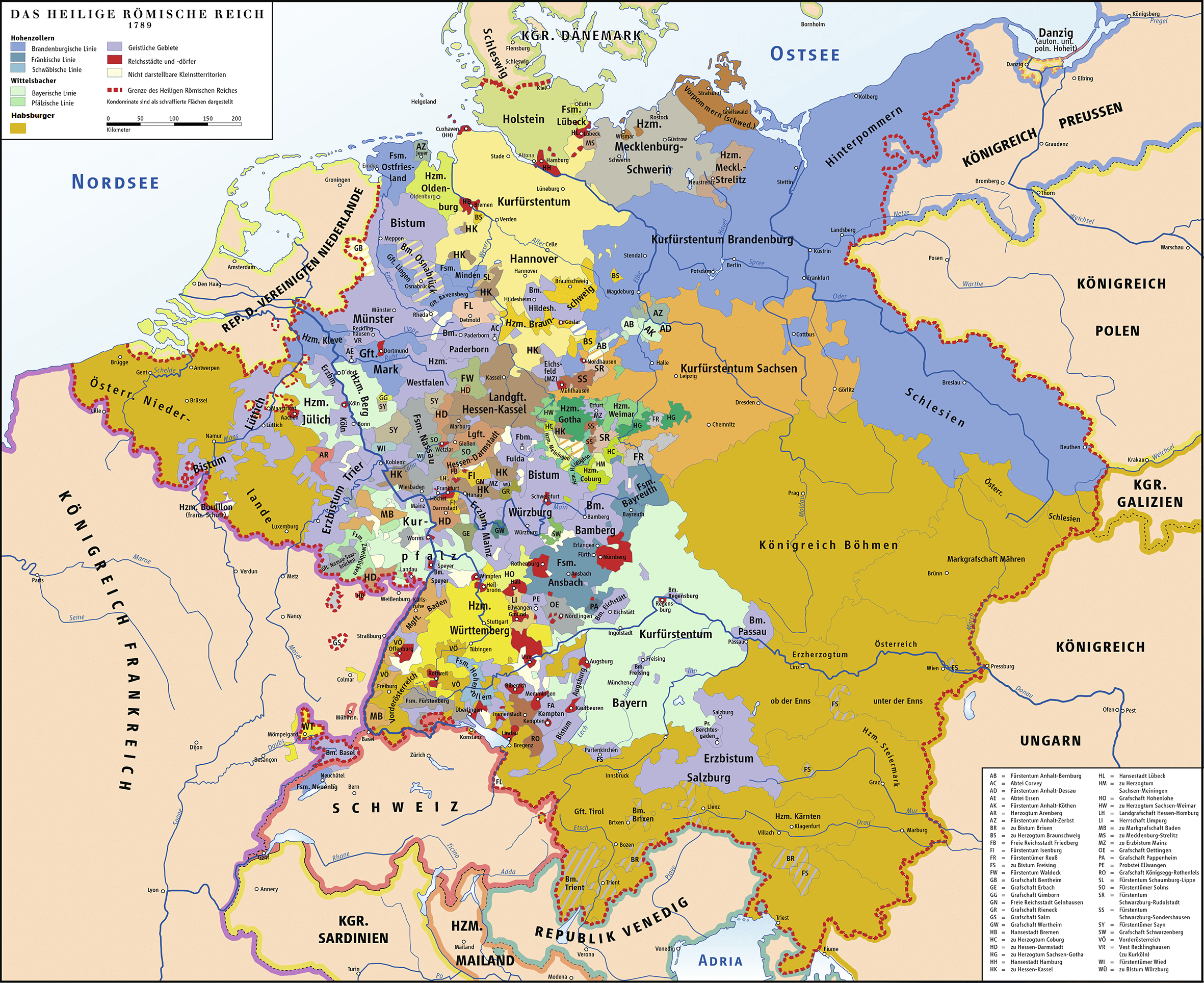
Das Heilige Römische Reich am Vorabend der Französischen Revolution 1789 (in lila geistliche Territorien, in rot die Reichsstädte)

Im 18. Jahrhundert galt das Feld der Außenpolitik als höchste Staatskunst und als das „Hauptgeschäft“ eines absolutistischen Fürsten. Dementsprechend war Friedrich Wilhelm II. auf diesem politischen Gebiet am besten vorbereitet worden. Offiziell entschied er allein über Krieg und Frieden. Bündnispolitisch befand sich Preußen beim Tod Friedrichs II. durchaus in einer schwierigen Situation: Das russisch-österreichische Bündnis von 1780, die Unzuverlässigkeit des Königreiches Großbritannien und die Allianz Österreichs mit Frankreich von 1756 führten zur außenpolitischen Isolierung Preußens. Das Ziel Friedrich Wilhelms II., die unter Friedrich II. errungene Großmachtstellung des Königreiches zu festigen, war somit von Anfang an stark gefährdet. Vor allem Friedrich Wilhelms Kriegsminister Ewald Friedrich von Hertzberg forderte vom König, nicht auf eine Änderung des europäischen Bündnissystems zu warten, sondern sie aktiv herbeizuführen.
Die transatlantischen und europäischen Revolutionen stellten den Hintergrund von Friedrich Wilhelms Außenpolitik dar. In seiner Welt, die im Kern die Welt des Ancien Régime war, erschienen sie für Preußen zunächst nur als fernes Donnergrollen. Die Folgen der vor allem mit der Französischen Revolution einhergehenden Umwälzungen waren seinerzeit allerdings auch noch nicht vorhersehbar.

#### Preußische Intervention in die Niederlande (1787)

##### Neutralität in der Erbstatthalterfrage
Ermutigt durch die Unabhängigkeitserklärung der Vereinigten Staaten von Amerika bildete sich in der Niederländischen Republik die Opposition der sogenannten Patriotten. Die Patriotten forderten zum einen vom Erbstatthalter Wilhelm V., dem Schwager Friedrich Wilhelms II., Einschränkungen seiner de facto monarchischen Vorrechte und zum anderen von den Regentenfamilien, den städtischen Führungsschichten, mehr Mitspracherechte im Sinne einer repräsentativen Demokratie. Während Wilhelm V. als Enkel Georgs II. Geld und Truppen für britische Interessen einsetzte, näherte sich die Patriottenbewegung aus Erbitterung über den Vierten Englisch-Niederländischen Krieg (1780 bis 1784) dem französischen Königreich, Großbritanniens Erzrivalen, an. Die Entscheidung über den Erhalt des Erbstatthalteramtes drohte in den Niederlanden einen Bürgerkrieg auszulösen. Im Jahr 1786 wurde Wilhelm V. als Kapitän-General von Holland und Erbstatthalter abgesetzt.
Wilhelm V. hatte sich bereits an König Friedrich II. von Preußen gewandt, doch hatte dieser nur mit brieflichen Empfehlungen und Ratschlägen geantwortet, nicht wie von Wilhelm erhofft mit Truppen. Auch Friedrich Wilhelm II. konnte für Preußen keinen Vorteil darin sehen, in einen Krieg zwischen Großbritannien und Frankreich hineingezogen zu werden. Immerhin hatte Frankreich erst kürzlich den Amerikanischen Unabhängigkeitskrieg entschieden. Außerdem war er sich auch bewusst, dass Wilhelm V. im Falle einer preußischen Intervention seine politischen Gegner hart bestrafen würde - was nicht zur langfristigen Stabilisierung der Niederlande beitragen würde. Der schlechte Ruf Wilhelms könnte somit auch das Ansehen der preußischen Armee ruinieren. Die Ratgeber des Königs – allen voran sein Onkel Heinrich von Preußen, Minister Karl Wilhelm von Finckenstein und Herzog Karl August von Sachsen-Weimar-Eisenach (1757–1828) – rieten von einem Feldzug ab. Nur der Kriegsminister Ewald Friedrich von Hertzberg empfahl dem Monarchen eine militärische Intervention. Friedrich Wilhelm II. empfing zwar Wilhelm V. in Berlin, konnte von diesem aber nicht umgestimmt werden. Der preußische Monarch befahl stattdessen seinem Kriegsminister mit den französischen Gesandten darüber zu diskutieren, wie der Frieden in der Republik wiederhergestellt werden könnte. Auf diese Weise konnte er gegenüber seiner Schwester Wilhelmine behaupten sich für die Stabilisierung in der Republik einzusetzen. Zugleich hielt er sich den Rücken für innenpolitische Reformen frei, mit denen er seine Regentschaft beginnen wollte.

##### Verhandlungen und Vorbereitung
Die Belange der Republik sollten für Friedrich Wilhelm II. durch einen Personenwechsel zu größerer politischer Bedeutung werden. Vor seiner Abreise nach Berlin hatte der Erbstatthalter seiner Ehefrau Wilhelmine von Preußen, der Schwester des preußischen Königs, seine Amtsgeschäfte übertragen. Ob Wilhelm V. diesen Umstand bewusst einkalkulierte, ist jedoch in der Forschung umstritten. Sicher aber ist, dass Wilhelmines Briefe den Druck auf Friedrich Wilhelm II. erhöhten. Eine zweite wichtige Weichenstellung, die ein Umdenken Friedrich Wilhelms II. beförderten, war eine Nachricht aus Paris. Um den Staatshaushalt zu sanieren, hatte sich der französische König Ludwig XVI. im Februar 1787 schließlich dazu durchgerungen, die sogenannte Notabelnversammlung einzuberufen. Wegen des starken öffentlichen Drucks war die französische Regierung davon ausgegangen, dass Adel und Klerus auf ihr Privileg der Steuerbefreiung verzichten würden- eine Fehleinschätzung. Das Scheitern der französischen Steuerreform wirkte sich auch auf die Verbündeten Frankreichs in den Niederlanden aus, wo die Patriotten ebenfalls in Zahlungsschwierigkeiten gerieten.
Trotz der offensichtlichen Schwäche Frankreichs hielt Friedrich Wilhelm II. aber noch an seiner Vermittlerrolle fest. Hertzberg teilte Wilhelmine brieflich mit, dass der preußische König ihr empfehle auf Rechte des Erbstatthalteramtes zu verzichten. Dieser Kompromiss könne dann dazu beitragen, dass ihr Amt fortbestehen könne. Um dieses Ziel zu erreichen, so die Strategie Friedrich Wilhelms II., würden unter gemeinsamer französischer und preußischer Vermittlung die Verhandlungen mit jeder einzelnen Provinz der Republik erfolgen. Allerdings verweigerte noch im Mai 1787 die Provinz Holland eine französisch-preußische Vermittlung.
Letztlich zwang eine Kutschfahrt Wilhelmines den König zur militärischen Intervention. Am 26. Juni 1787 wollte Wilhelmine provokativ ohne Geleitschutz von Nimwegen nach Den Haag reisen. Nach zwei Dritteln der Strecke wurden die Wagen an einem holländischen Grenzübergang bemerkt und vor dem Übersetzen mit der Fähre über den Fluss Leck angehalten. Bei Schonhoven wurden die Insassen durch ein Patriotten-Freikorps nicht zum Umkehren, sondern zum Warten aufgefordert. Diese „Festnahme“, die real keine war, da die Prinzessin ja nur die Entscheidung der Generalstaaten über ihre Weiterreise abwarten sollte, um dann ihre Fahrt fortsetzen zu können, schilderte sie Friedrich Wilhelm II. als „Inhaftierung“ mit „unwürdiger Behandlung“. In Wahrheit wurde Wilhelmine im Wohnhaus des Kommandanten untergebracht und standesgemäß behandelt. Letztlich beschlossen die Generalstaaten die Rückreise Wilhelmines nach Nimwegen.
Aufgrund der Reisedauer der Eilboten wird Friedrich Wilhelm II. vermutlich am 30. Juni 1787 über den Vorgang von Wilhelmines Arretierung informiert gewesen sein. Dies verschaffte seiner Regierung genügend Zeit, um die Konsequenzen eines außenpolitischen Kurswechsels zu kalkulieren. Erstmals wurde die militärische Option von Friedrich Wilhelm II. und seiner Regierung erwogen. Dennoch galt eine bewaffnete Intervention im Rechtsverständnis der Zeit als „ultima ratio“ bzw. als „äußerstes Mittel“. Der König musste einen militärischen Eingriff also auch rechtsphilosophisch begründen können. Er tat dies, indem er die verhinderte Reise und Arretierung seiner Schwester als eine Ehrverletzung der gesamten Hohenzollern-Dynastie darstellte. Die Unantastbarkeit des Königshauses war somit in Frage gestellt worden und konnte einen Feldzug rechtfertigen, wenn die Provinz Holland eine Entschädigung, die erst noch formuliert werden musste, verweigern sollte. Bereits am 3. Juli 1787 ließ der König Truppen im preußischen Herzogtum Kleve zusammenziehen, das im Osten direkt an die niederländische Provinz Geldern angrenzte. Um aber einen Krieg mit Frankreich zu verhindern, testete Berlin zunächst noch am Verhandlungstisch, wie stark das Bündnis zwischen Paris und Den Haag im Angesicht der militärischen Bedrohung tatsächlich noch war. Sollten Frankreich tatsächlich die wirtschaftlichen Mittel fehlen, Truppen in die Niederlande zu entsenden, konnte die preußische Regierung mit einem schnellen militärischen Erfolg rechnen. Da die Patriotten von Friedrich Wilhelm II. nicht als legitime Regierungsgewalt anerkannt wurden, hätte nicht einmal eine Kriegserklärung ausgesprochen werden müssen.

##### Einmarsch

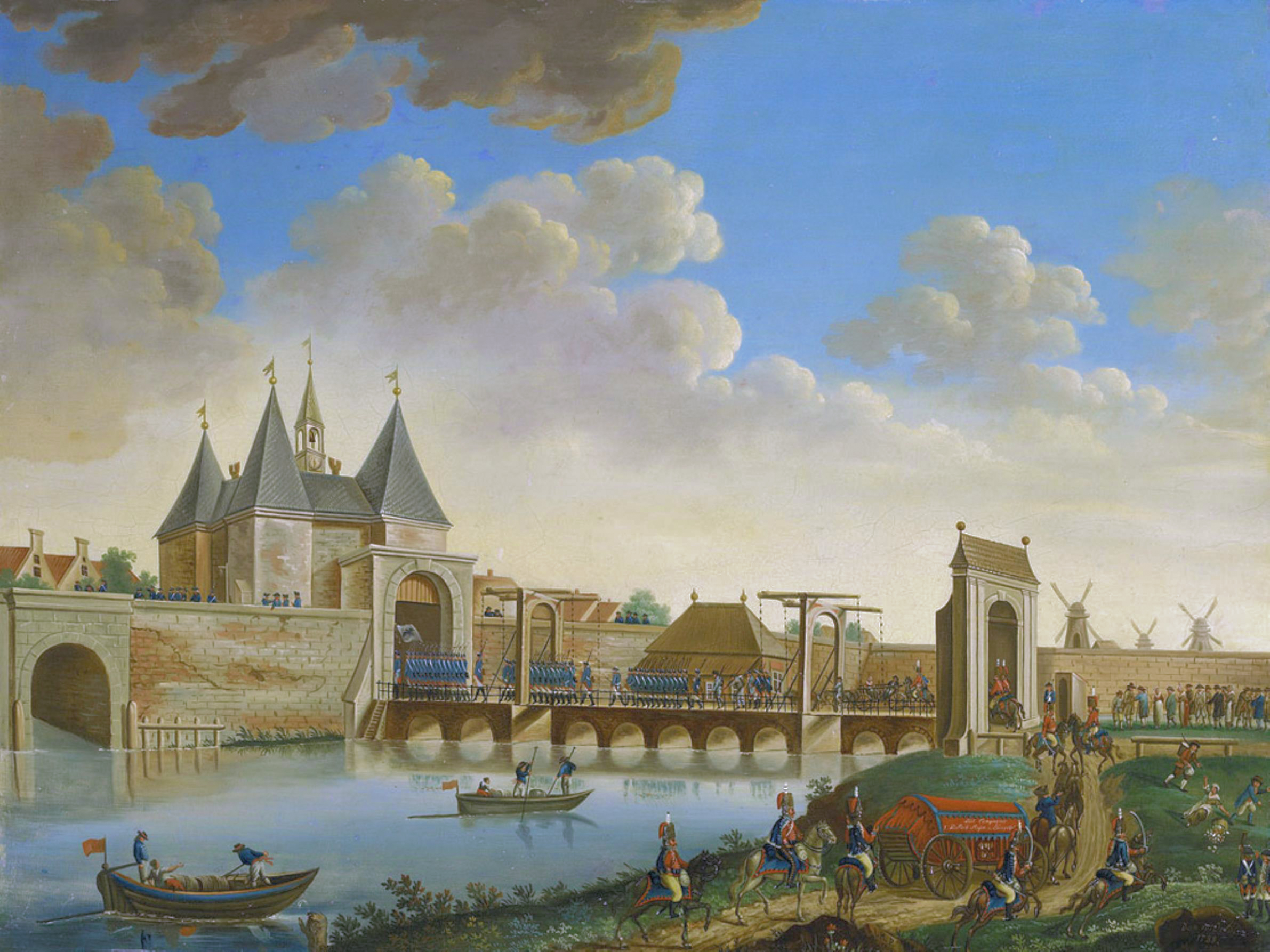
Einzug preußischer Truppen in Amsterdam am 10. Oktober 1787

Nachdem Wilhelmine die Entfernung französischer Hintermänner aus den Niederlanden, die Entmachtung und Entwaffnung der Patriotten sowie die Wiedereinsetzung Wilhelms V. als Erbstatthalter gefordert hatte, verlangte Friedrich Wilhelm II. in einem an die Provinz Holland gerichteten Ultimatum die Erfüllung von Wilhelmines Wünschen bis zum 12. September 1787. Als Holland die Genugtuung verweigerte, ließ Friedrich Wilhelm am 13. September 1787 eine 20.000 Mann starke preußische Armee unter dem Herzog Karl Wilhelm Ferdinand von Braunschweig in die Niederlande einmarschieren. Der König selbst nahm zwar nicht am Feldzug teil, doch erschien in diesem Zusammenhang in der Berliner Monatszeitschrift eine Übersetzung der Ode „Auf die Rückkehr des Augustus“. Mit dieser Anspielung sollte ausgedrückt werden, dass allein Friedrich Wilhelm II. der Ruhm der militärischen Aktion gebühre, denn wie Augustus, der Kämpfe im heutigen Spanien seinem Feldherren Agrippa überlassen hatte, geschah die Militärexpedition auf seinen Befehl hin. Die Soldaten und Offiziere seien also nur die Werkzeuge, die den Willen des Königs ausführen. Zwar schrieb Ludwig XVI. an Friedrich Wilhelm II., dass Frankreich dabei sei, 100 000 Soldaten zu mobilisieren, doch wurde dies in Berlin als Bluff erkannt. Je weiter die preußischen Soldaten vordrangen, desto mehr entzog der französische Hof den Patriotten die Unterstützung. Daraufhin brach der Widerstand der Patriotten weitgehend zusammen.
Bereits am 10. Oktober 1787 kapitulierte Amsterdam. Wilhelm V. wurde als Statthalter wieder eingesetzt. Die Wiederherstellung des Friedens in den Niederlanden verherrlichte der preußische König in Berlin mit dem Bau des Brandenburger Tors. Das Brandenburger Tor orientierte sich an den Propyläen des Perikles (dem Torbau der Akropolis in Athen). Mit dieser Anspielung auf Perikles inszenierte sich der König als Begründer eines goldenen Zeitalters, das aus einer klugen Bündnispolitik, d. h. auf Basis der protestantischen Allianz zwischen Preußen, den Niederlanden und Großbritannien, hervorgeht. Die außenpolitische Realität der nächsten Jahre unterschied sich jedoch deutlich von diesem Anspruch.

#### Deutscher Dualismus (1786–1790) und Annäherung (1790–1797)

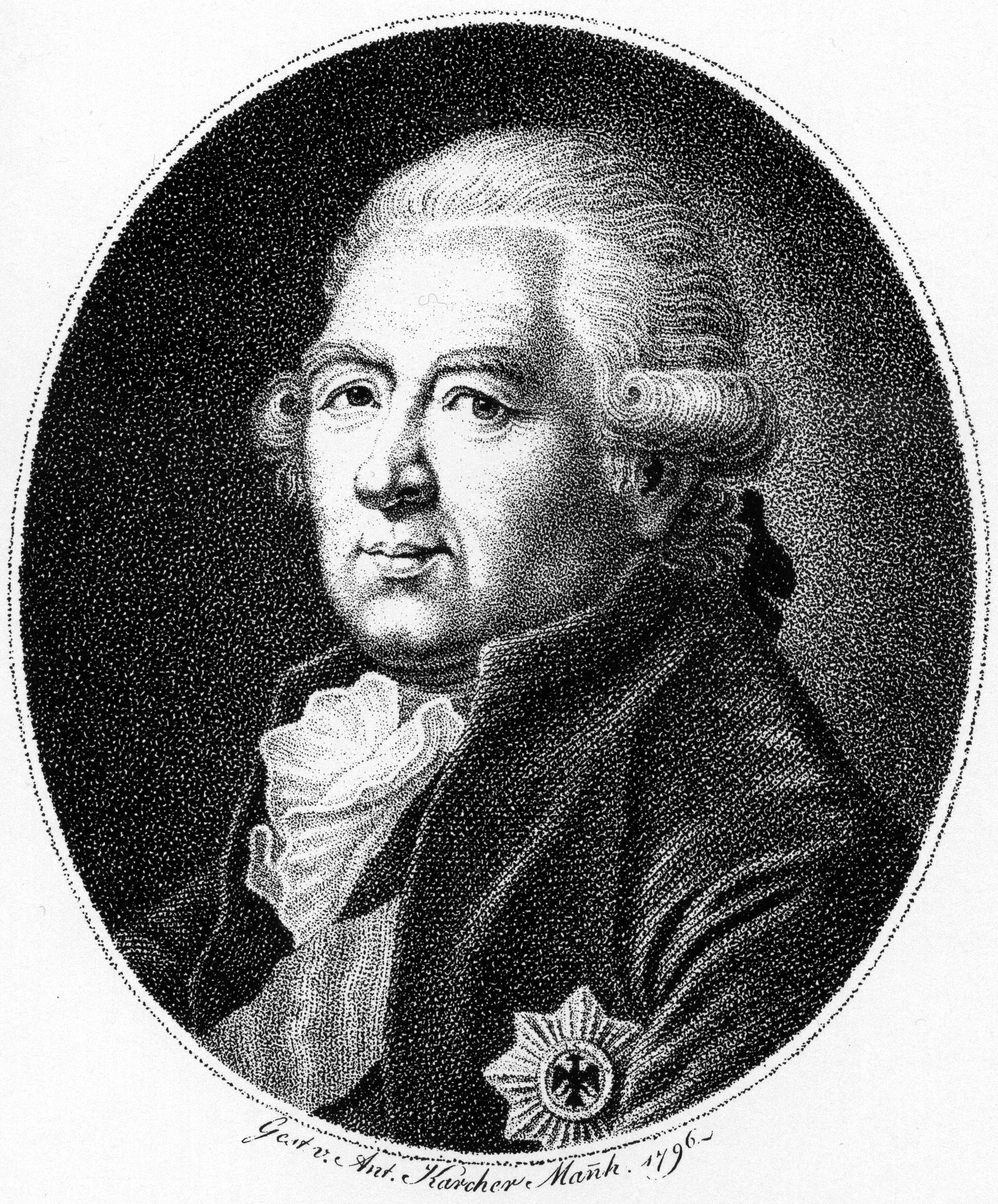
Der Kriegsminister: Ewald Friedrich Graf von Hertzberg

Die Führung der Außenpolitik lag zunächst bei dem aus den Diensten Friedrichs II. übernommenen Minister Ewald Friedrich Graf von Hertzberg (1725–1795), der sich völlig von der Idee der preußisch-österreichischen Rivalität leiten ließ (siehe Deutscher Dualismus). Mit Ausbruch des Russisch-Österreichischen Türkenkrieges war zu befürchten, dass Österreich durch große Gebietsgewinne im Balkan die Oberhand über Preußen gewinnen würde. Daher unterstützte Friedrich Wilhelm II. Aufstände in Belgien, Tirol, Galizien, in der Lombardei und in Ungarn gegen die Habsburger. Erst die Französische Revolution ebnete den Weg zu einer Annäherung zwischen Preußen und Österreich. Im Vertrag von Reichenbach vom 27. Juli 1790 versprach Friedrich Wilhelm II. dem Habsburger Leopold II. seine Stimme für die Kaiserwahl. Außerdem stellte der preußische König seine Unterstützung für die Aufständischen ein. Im Gegenzug war Leopold II. bereit, auf die im Russisch-Österreichischen Türkenkrieg gewonnenen Gebiete zu verzichten und die Kampfhandlungen einzustellen. Nach dem Vertrag von Reichenbach kam es zu Meinungsverschiedenheiten zwischen dem König und seinem Minister. Der König ließ Hertzberg durch Hans Rudolf von Bischoffwerder ersetzen.
Nach Ausbruch der Französischen Revolution und der gescheiterten Flucht der Königsfamilie im Juni 1791 trafen sich Kaiser Leopold II., König Friedrich Wilhelm II. von Preußen und Prinz Karl von Artois, der Bruder des französischen Königs Ludwig XVI., im August 1791 in Schloss Pillnitz bei Dresden. In der Pillnitzer Deklaration beteuerten sie ihre Verbundenheit mit König Ludwig XVI. Man einigte sich auf die Erklärung, „den König von Frankreich in die Lage zu versetzen, in vollkommener Freiheit die Grundlage einer Regierungsform zu befestigen, welche den Rechten der Souveräne und dem Wohle Frankreichs entspricht“.
Allerdings knüpften Friedrich Wilhelm und Kaiser Leopold II. eine Intervention in Frankreich an die Bedingung, dass Großbritannien sich an dem Feldzug beteiligen würde (was nahezu ausgeschlossen war). Friedrich Wilhelm II. wollte mit der Pillnitzer Deklaration die französische Nationalversammlung lediglich unter Druck setzen, aber keineswegs einen Krieg riskieren.

#### Erster Koalitionskrieg (1792–1795)

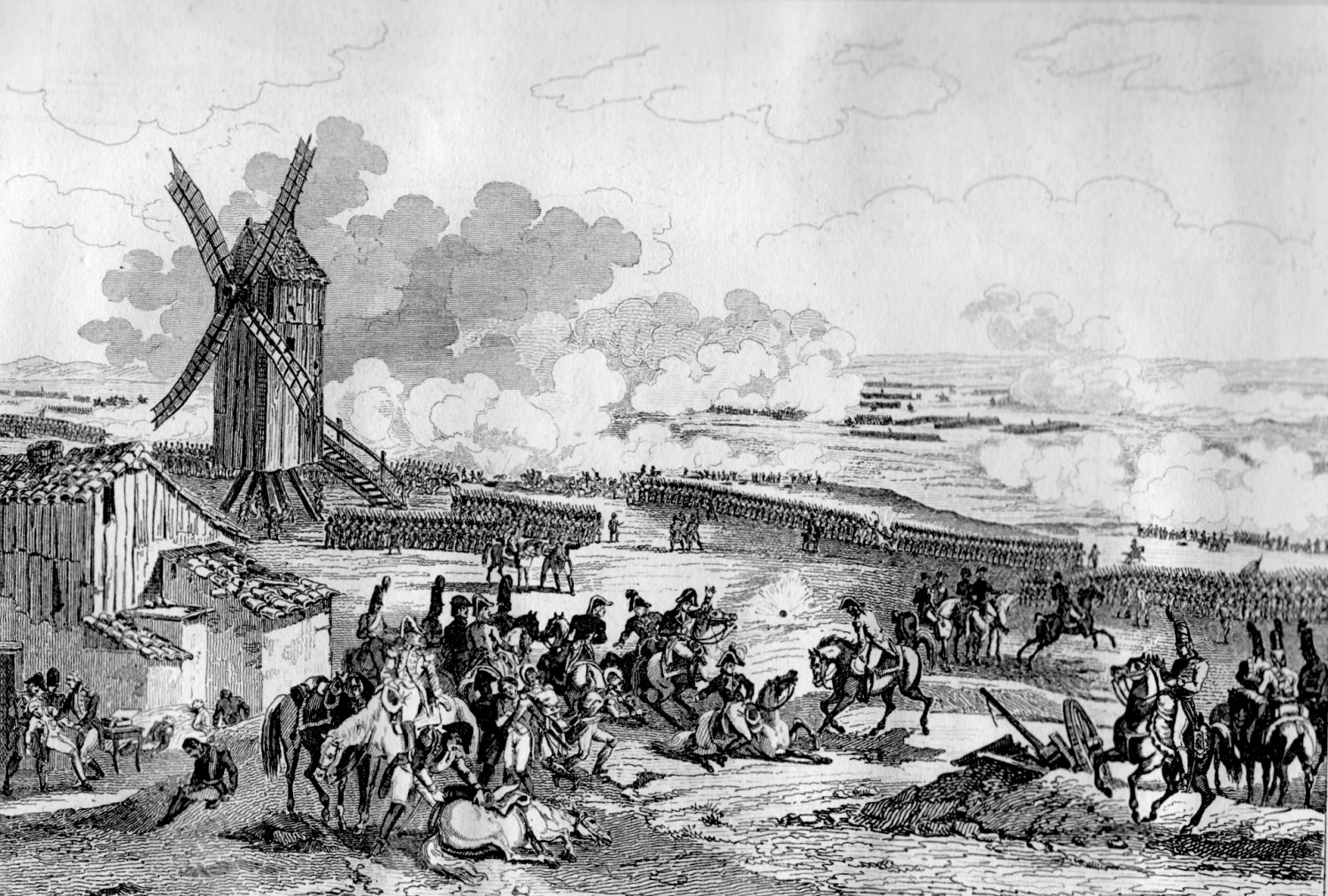
Kanonade von Valmy

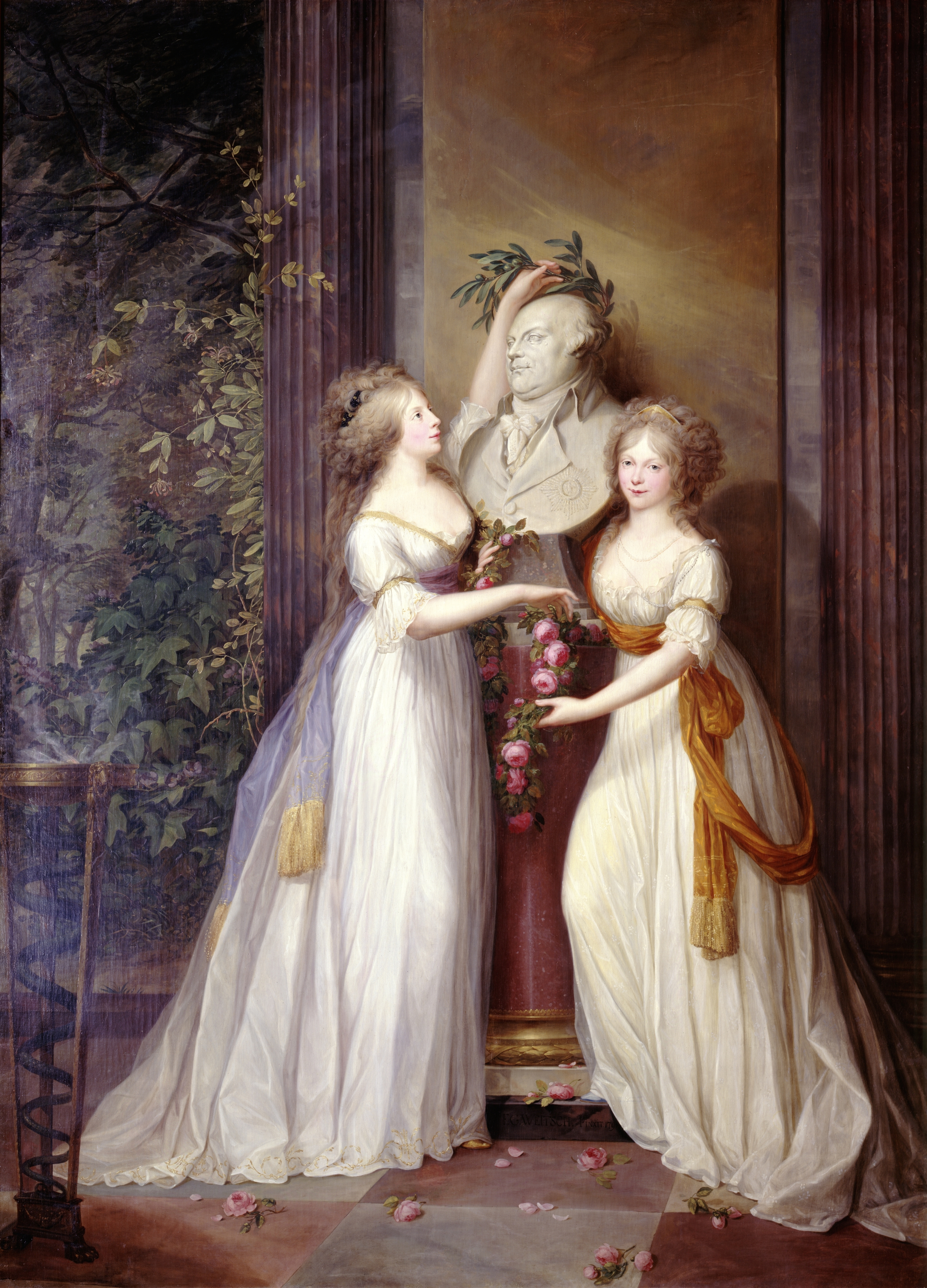
Die Prinzessinnen Luise und Friederike von Preußen bekränzen die Büste Friedrich Wilhelms II. (Allegorie auf den Frieden von Basel), Gemälde von Friedrich Georg Weitsch 1795

Die Pillnitzer Deklaration stärkte in Frankreich jedoch radikale und kriegsbefürwortende Kräfte, weshalb am 8. Juli 1792 die französische Nationalversammlung Preußen den Krieg erklärte (Erster Koalitionskrieg).
Am 30. Juli 1792 beteiligte sich der preußische König persönlich an einem Feldzug in die Champagne gegen das revolutionäre Frankreich. Etwa 10 Kilometer westlich von Sainte-Menehould im Département Marne, kam es am 20. September zur Kanonade von Valmy, einem Artillerieduell der Revolutionsarmee mit den Truppen Friedrich Wilhelms. Das Gefecht brachte den Vormarsch der Invasoren zum Stillstand und erlangte dadurch historische Bedeutung. Geschwächt durch Krankheit, Hunger und Regen, trat die Koalitionsarmee zehn Tage später, ohne einen weiteren Schuss abgegeben zu haben, den Rückzug an. Obwohl Preußen im Elsass und an der Saar noch durchaus militärische Erfolge errang, hatte sich die Aufmerksamkeit des Königs bereits nach Osten verschoben. Zarin Katharina II. bot Friedrich Wilhelm II. Gebietsgewinne in Polen an. Um seine Verhandlungsposition in Sankt Petersburg zu stärken, zog der preußische König seine Militärkräfte nun hauptsächlich in Polen zusammen. Die französische Front ließ er dagegen immer mehr vernachlässigen. Darüber hinaus überforderte der Zweifrontenkrieg Preußens wirtschaftliche Kräfte. Zum Jahresende 1794 drohte Preußen gar die Zahlungsunfähigkeit, sollte es den Ersten Koalitionskrieg weiterführen. Im Frieden von Basel am 5. April 1795 hatte Friedrich Wilhelm II. den Krieg gegen Frankreich beendet und durch eine Demarkationslinie Neutralität und Frieden nicht nur für Preußen, sondern für ganz Norddeutschland gesichert.

#### Zweite und Dritte Polnische Teilung (1793–1795)

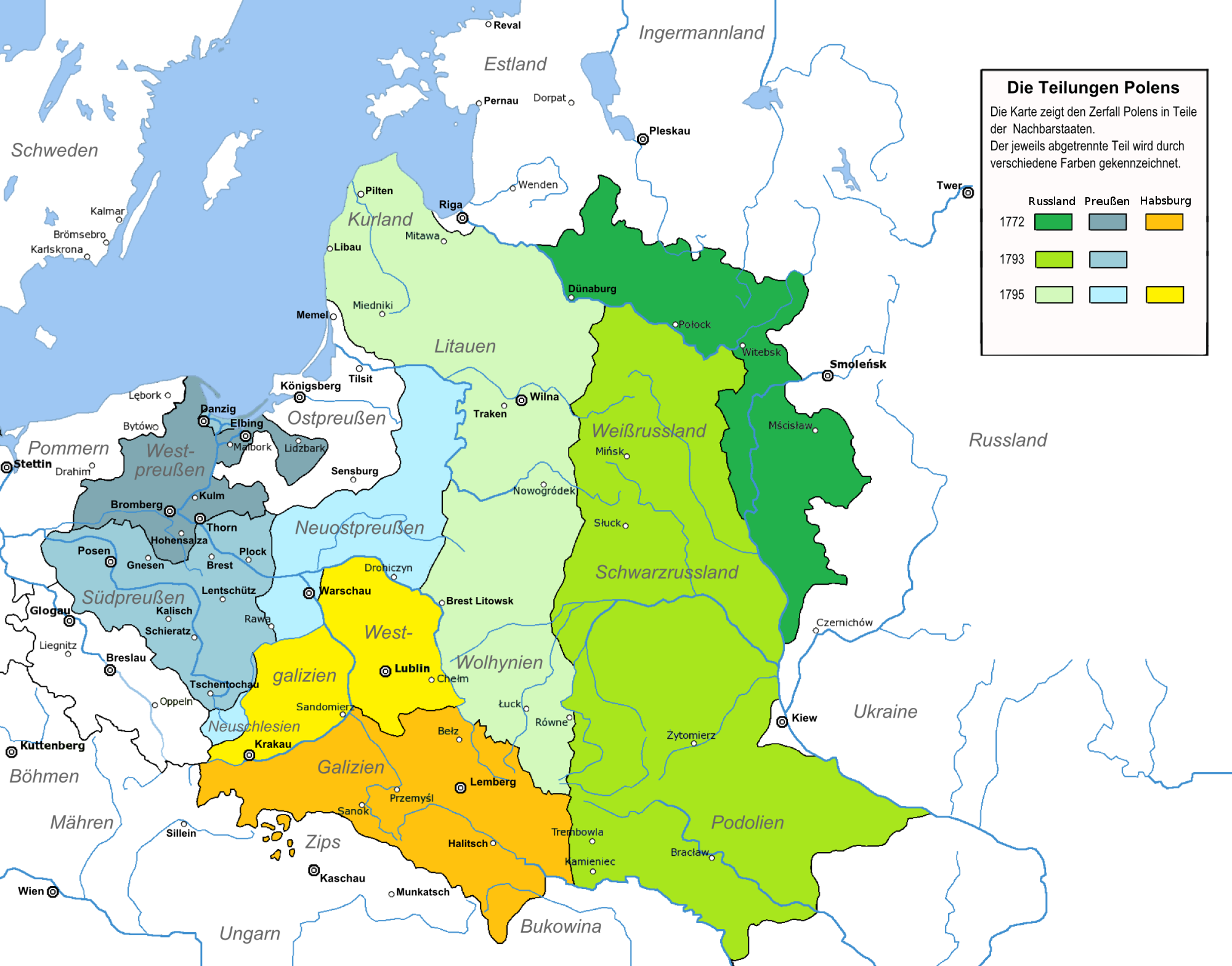
Teilungen Polens

Friedrich Wilhelm II. versuchte die linksrheinischen Gebietsverluste an Frankreich zu kompensieren, indem er seine Aufmerksamkeit nach Polen richtete. Das Königreich Polen war für ihn auch deshalb von Interesse, da Österreich und Russland durch eine mögliche Aufteilung des Osmanischen Reiches (siehe dazu Artikel zum Russisch-Österreichischen Türkenkrieg) zu europäischen Supermächten aufzusteigen drohten. Das zwischen Österreich und Russland geopolitisch eingekeilte Preußen hatte daher am 29. März 1790 zunächst noch ein Bündnis mit Polen geschlossen. Die preußische Regierung versprach Polen einen Anteil am Fürstentum Moldau, das kurz zuvor von Russland besetzt worden war. Insgeheim hoffte die preußische Regierung, dafür im Gegenzug Danzig und Westpolen zugesprochen zu bekommen. Als jedoch am 3. Mai 1791 in Polen die erste moderne Verfassung Europas verabschiedet wurde und festschrieb, kein Territorium an andere Staaten abzutreten, erklärte Friedrich Wilhelm II. das Bündnis mit Polen für ungültig.
Nun wählte der König die Option einer Übereinkunft mit Russland, denn Zarin Katharina II. hatte die Hilferufe des polnischen Hochadels gegen die liberale Verfassung ausgenutzt und bot ihnen 100 000 Soldaten zur Unterstützung an. Auf einen um militärische Hilfe bittenden Brief des polnischen Königs antwortete Friedrich Wilhelm II., dass Polen mit seiner revolutionären Entwicklung selbst am russischen Einmarsch Schuld sei. Dem durch die Verfassung neu entstandenen Staat wäre Preußen zu keinerlei Bündnistreue mehr verpflichtet.
Am 23. Januar 1793 schloss er einen Teilungsvertrag mit Russland, in dem er Danzig, Thorn und Südpreußen erwarb, insgesamt 57.000 km² mit rund 1,1 Millionen Einwohnern. 1794 kam es zum polnischen Nationalaufstand unter Tadeusz Kościuszko (1746–1817) in Krakau, der von Russland mit preußischer Hilfe niedergeschlagen wurde. Friedrich Wilhelm II. nahm an der Belagerung Warschaus als Oberbefehlshaber teil. In einem weiteren Teilungsvertrag am 3. Januar 1795 zwischen Russland, Österreich und Preußen bekam Friedrich Wilhelm II. Masowien, Warschau und Neuostpreußen zugesprochen. Seit 1791 gehörten auch Ansbach und Bayreuth zum preußischen Herrschaftsgebiet. Damit hatte sich Preußen in Friedrich Wilhelms Regierungszeit um über ein Drittel vergrößert, während die Bevölkerungszahl von 5,4 auf 8,7 Millionen Untertanen angewachsen war.

### Ende der Regierungszeit und Tod

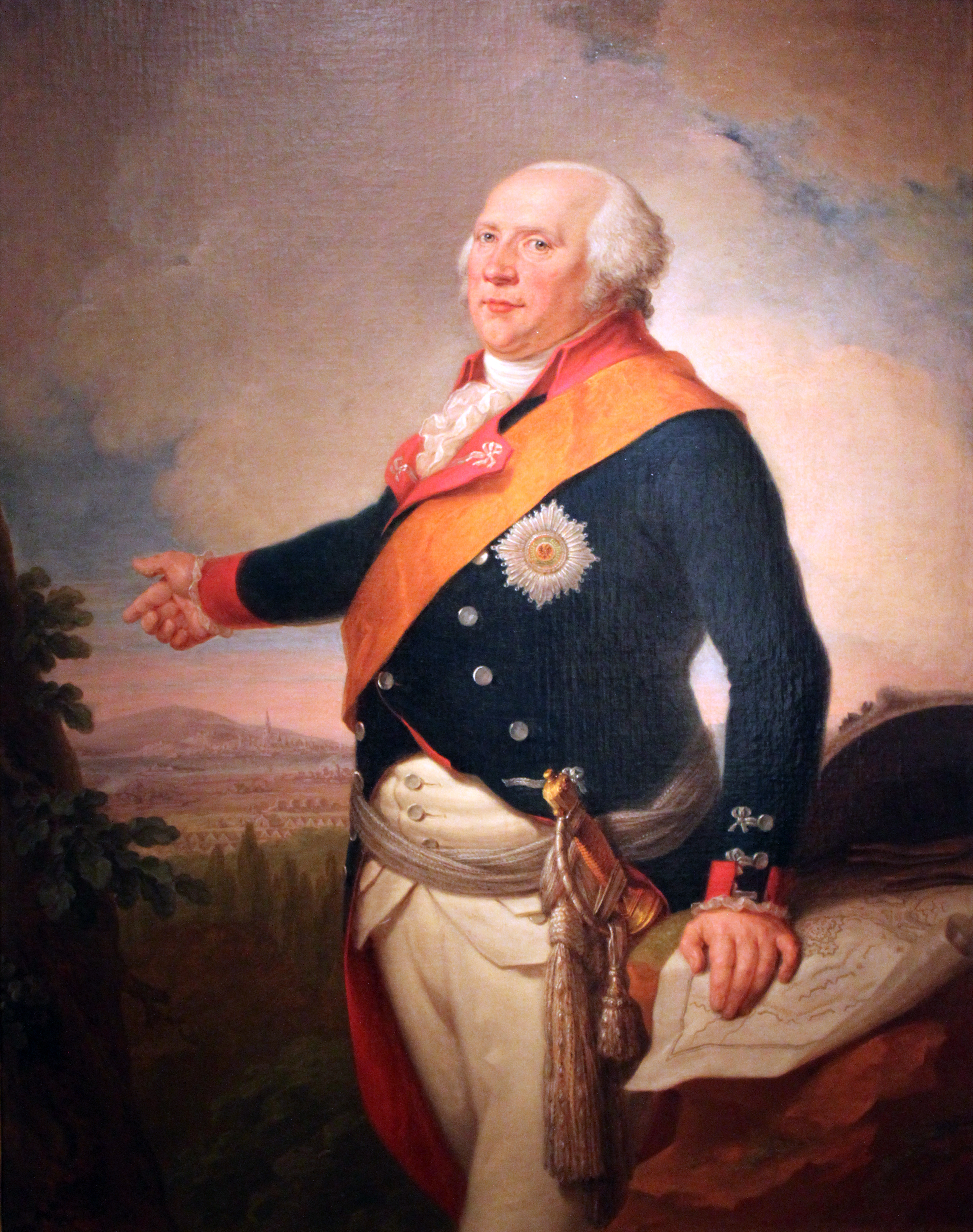
Friedrich Wilhelm II., Gemälde von Johann Christoph Frisch 1797, Deutsches Historisches Museum

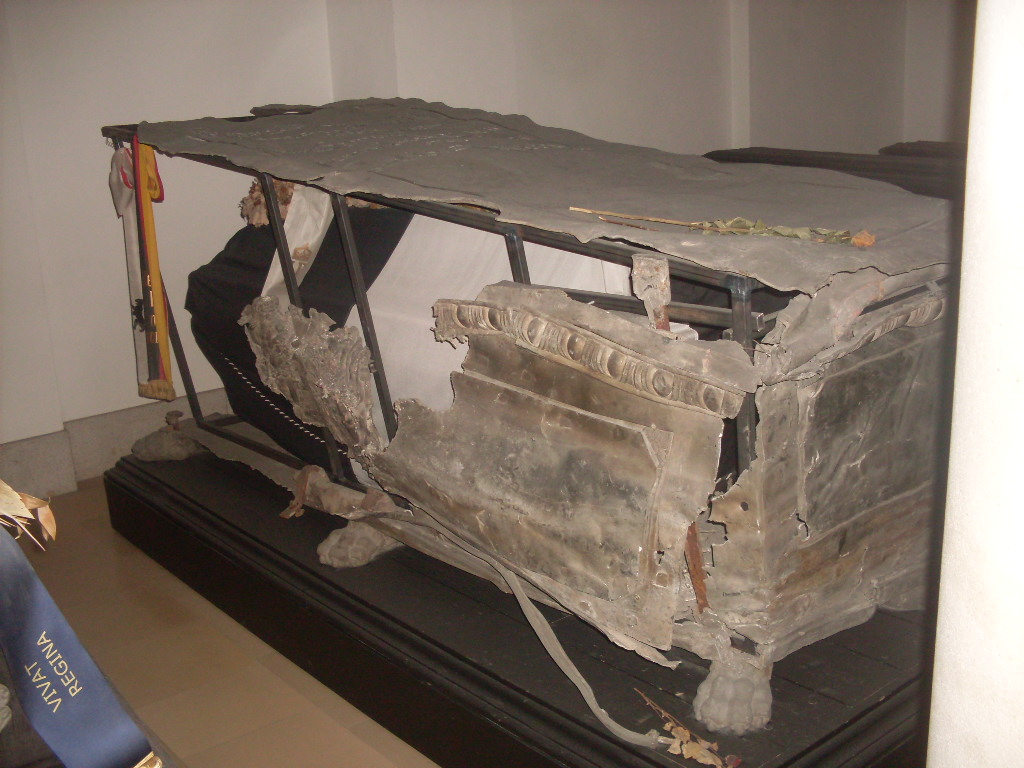
Erhaltene Fragmente des Sarkophags von Friedrich Wilhelm II.

Die Situation des Zweifrontenkrieges in den Jahren 1793 bis 1795 hatte den preußischen Staat an den Rand des Bankrotts getrieben. Hatte Friedrich II. seinem Nachfolger noch einen Staatsschatz von 51 Millionen Talern hinterlassen, beliefen sich die Schulden im Todesjahr des Königs auf 48 Millionen Taler. Die dem König vorgeworfene Verschwendungssucht war im Verhältnis zu den Kriegsausgaben eher gering. Der Bau des Marmorpalais in Potsdam verschlang insgesamt 448.745 Taler.
Durch die kräftezehrenden Frontaufenthalte während des Ersten Koalitionskrieges und der Dritten Polnischen Teilung schwächte Friedrich Wilhelm seinen ohnehin angeschlagenen Körper. Er litt unter Aszites, Dysponesis und seit seinen Vierzigerjahren auch an Gicht.
Im Jahr 1796 unternahm der König einen Kuraufenthalt in Bad Pyrmont. Scheinbar geheilt erklärte sich der König wieder für gesund.

„Barmherziger Gott, welch ein Anblick! Der König ist schwächer und abgemagerter als je, seine Stimme ist so schwach, daß man ihn kaum verstehen kann, wenn er spricht. Trotz dessen ging er ins Theater, aber ach, er hat gar keinen Athem, immer den Mund offen und ist in einem wahrhaft schrecklichen Zustand.“

Anfang Oktober 1797 entzog sich Friedrich Wilhelm II. dem Berliner Hofleben. Er verließ das Marmorpalais in Potsdam nicht mehr. Nur wenige Vertraute wie Gräfin Lichtenau, aber auch französische Adlige, die vor der Französischen Revolution geflohen waren, versammelten sich vor dem sterbenden König. Am 9. November 1797 überließ Friedrich Wilhelm seinem Sohn die Regierungsgeschäfte. Aufgrund von Atemnot und Bewegungsunfähigkeit war er dazu selbst nicht mehr in der Lage. Während eines Krampfanfalls starb Friedrich Wilhelm II. am 16. November 1797, morgens um 8:58 Uhr, im Alter von 53 Jahren im „boisierten Schreibkabinett“ des Marmorpalais.
Die Beisetzung des verstorbenen Königs erfolgte am 11. Dezember 1797 mit einer schlichten Prozession. Acht Generalmajore trugen den Sarg. Nach der Predigt wurde der Gottesdienst mit Böllerschüssen beendigt. Das Zeremoniell der Leichenbestattung ist detailliert in der zeitgenössischen Ökonomisch-technologischen Encyklopädie beschrieben worden. Sechs Wochen trug die Hofgesellschaft Trauerkleidung. Am Hof und auch im Land waren in dieser Zeit Vergnügen wie Theater und Musikveranstaltungen verboten. Zusätzliche Gottesdienste wurden veranstaltet.
Friedrich Wilhelm wurde in einer Gruft des alten Berliner Doms bestattet. Die Gräfin von Lichtenau, die den Sterbenden gepflegt hatte, durfte den Toten nicht mehr sehen und wurde unter Hausarrest gestellt. Friedrich Wilhelm III. ließ die ihm verhasste Geliebte des Vaters in die Verbannung nach Glogau bringen und den größten Teil ihres Vermögens beschlagnahmen.
Dieter Brozat berichtet in Der Berliner Dom und die Hohenzollerngruft (1985), dass der Sarkophag Friedrich Wilhelms II. in der Hohenzollerngruft während des Zweiten Weltkriegs schweren Zerstörungen ausgesetzt war. Beim Wiederaufbau des Doms wurden Teile eines Skeletts gefunden, die auf eine Einbalsamierung des Leichnams schließen lassen. Brozat geht davon aus, dass es sich um Überreste von Friedrich Wilhelm II. handelt.

## Kultur

### Architektur
Auswahl der wichtigsten Bauwerke

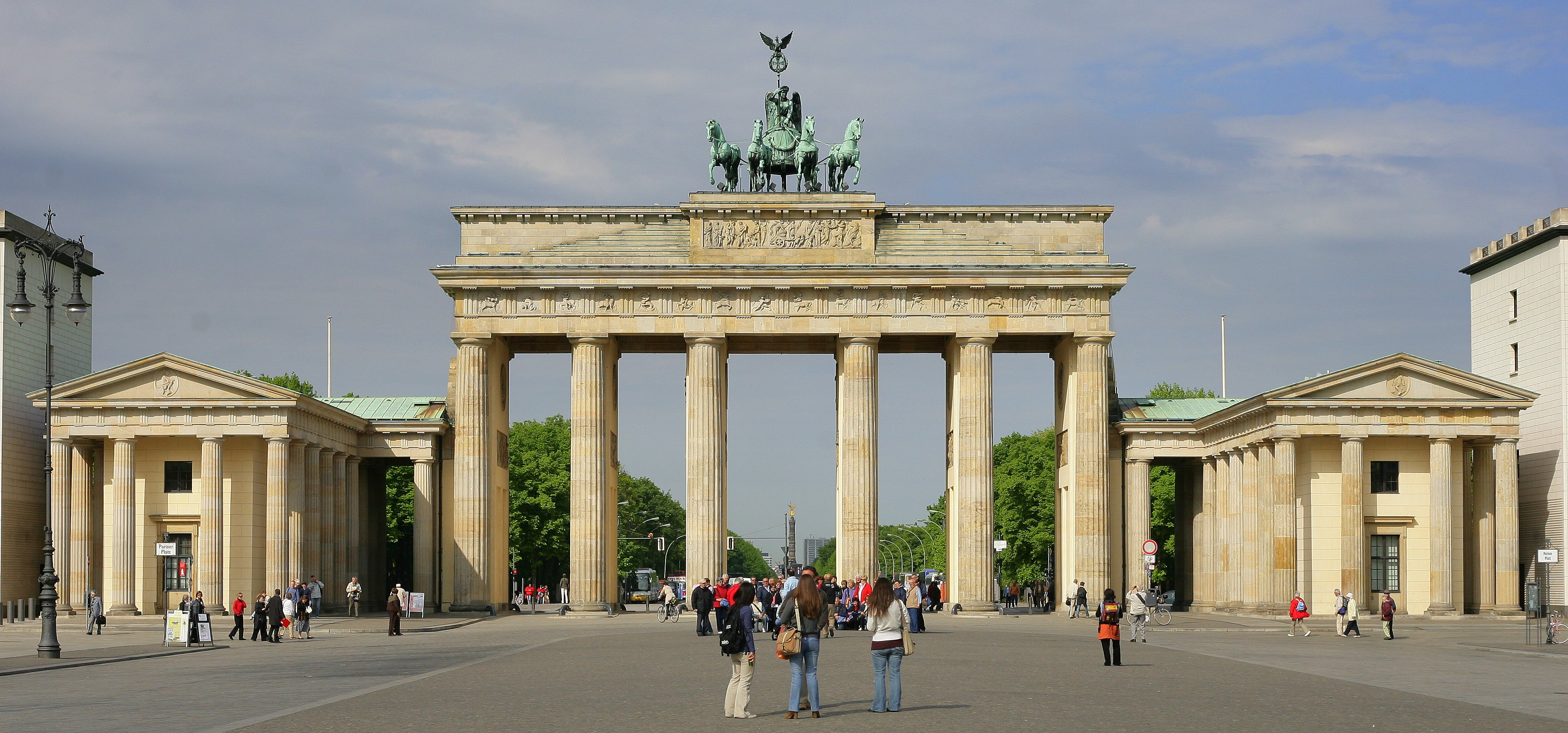
Brandenburger Tor
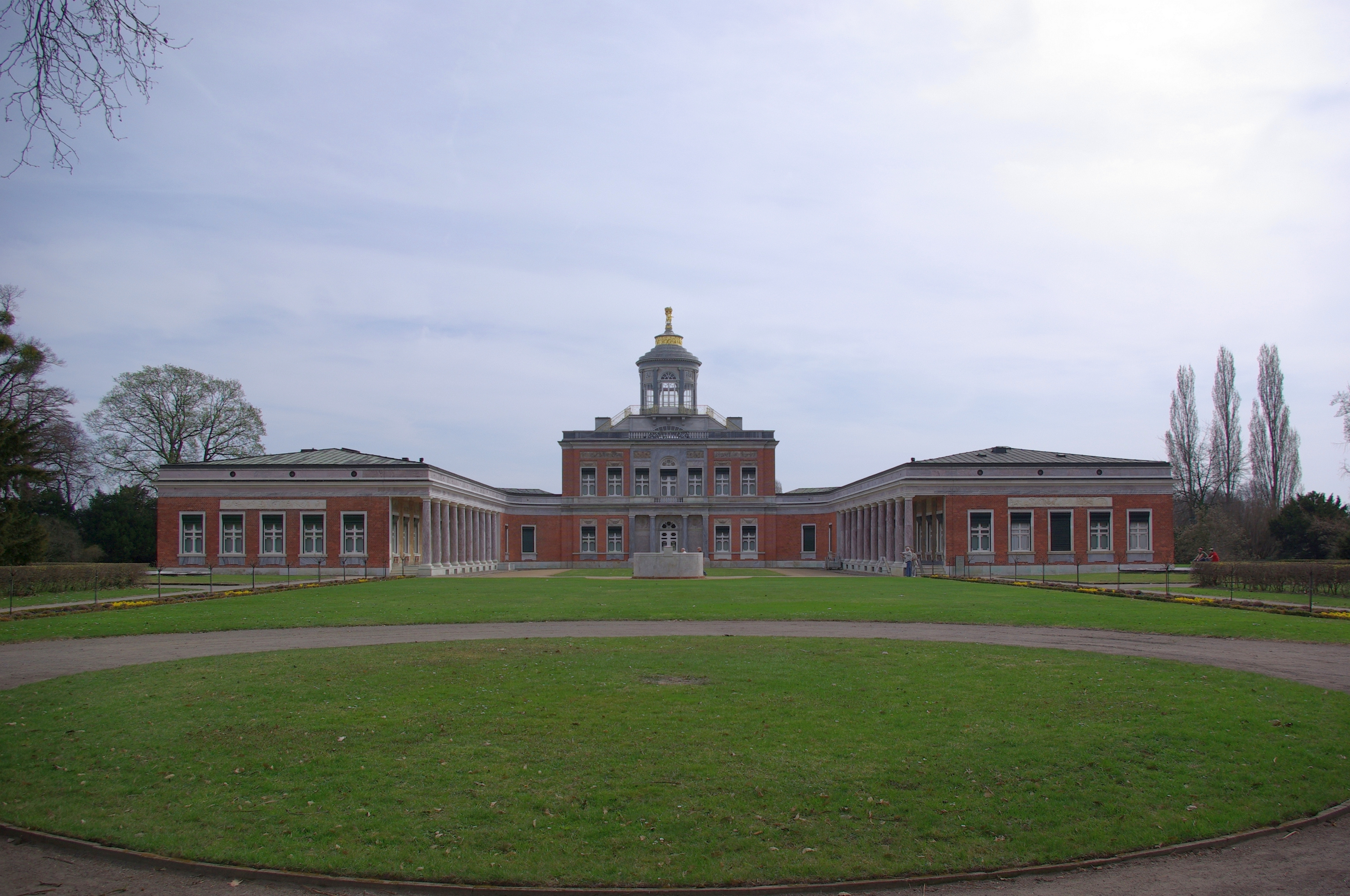
Marmorpalais im Neuen Garten
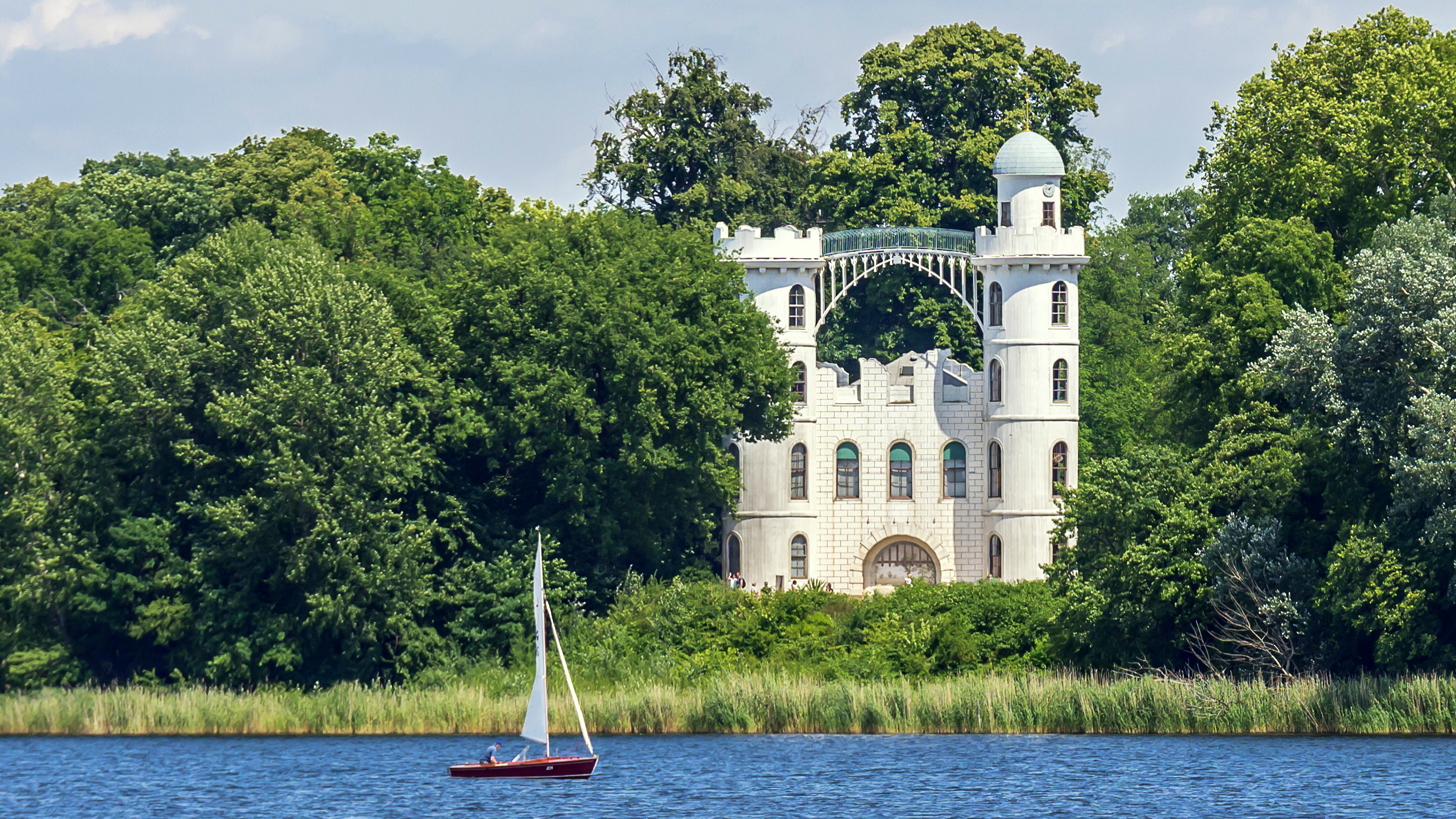
Schloss Pfaueninsel
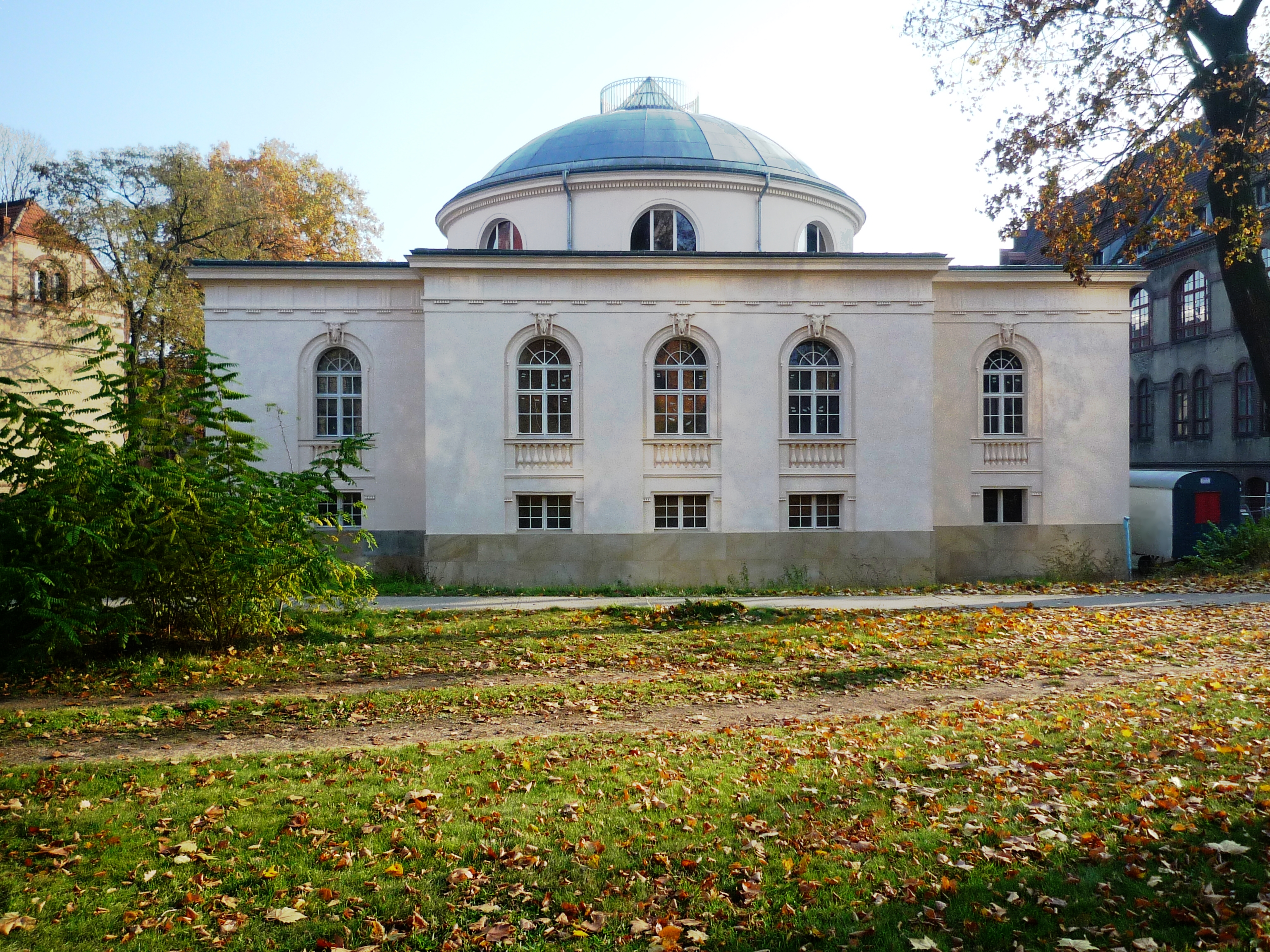
Anatomisches Theater der Tierarzneischule

#### Politische Ratgeber

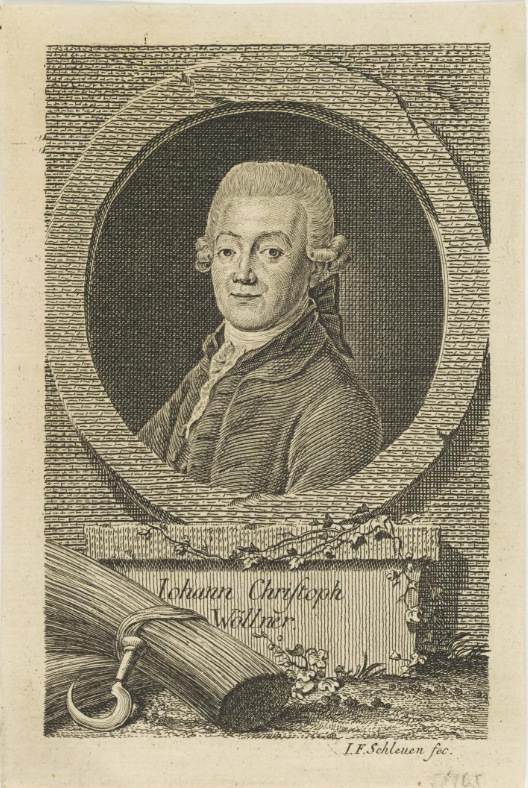
Der Staatsminister: Johann Christoph von Woellner

## Ehen und Nachkommen

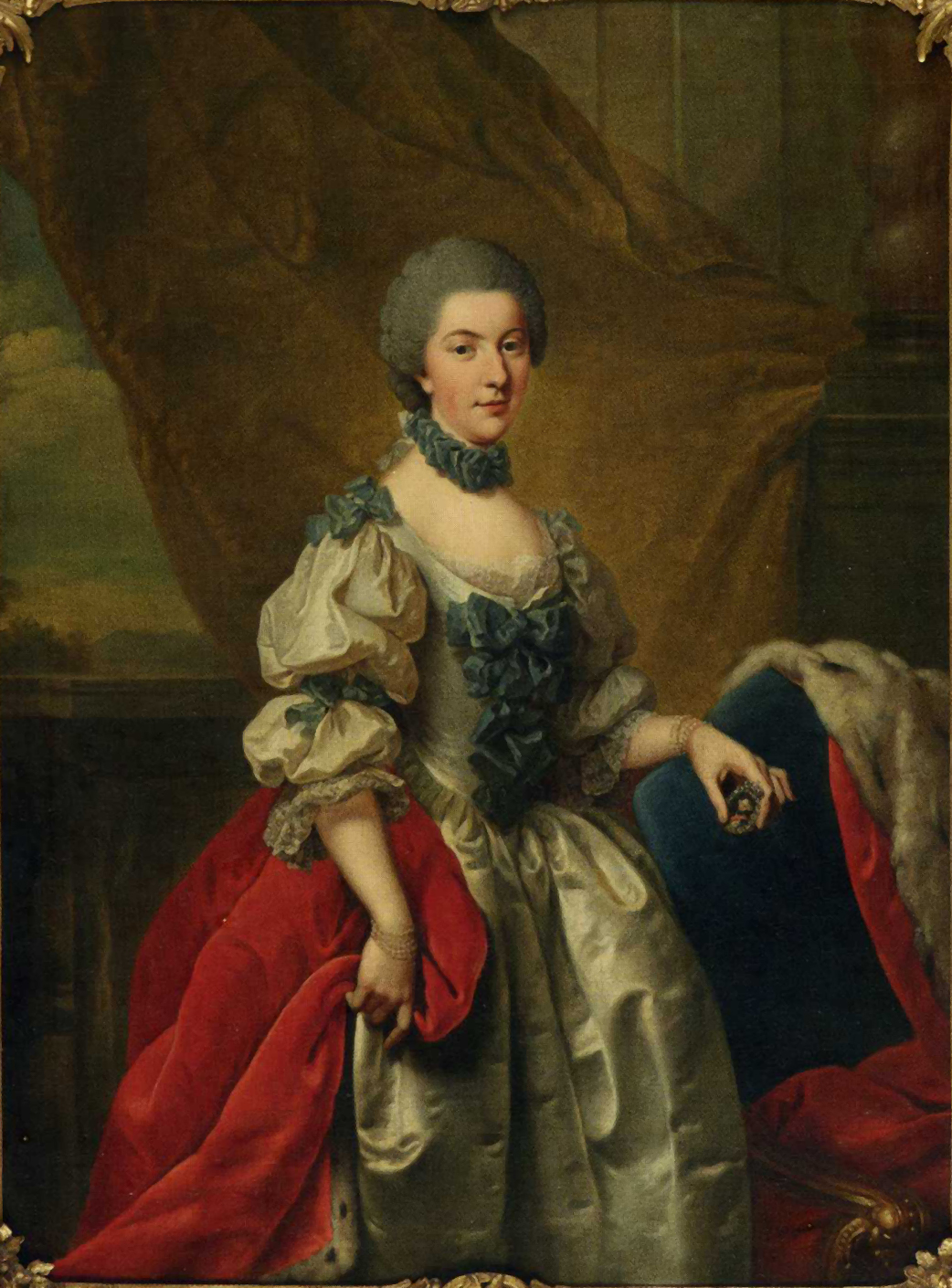
1. Ehe: (1765–1769) Prinzessin Elisabeth von Braunschweig-Wolfenbüttel
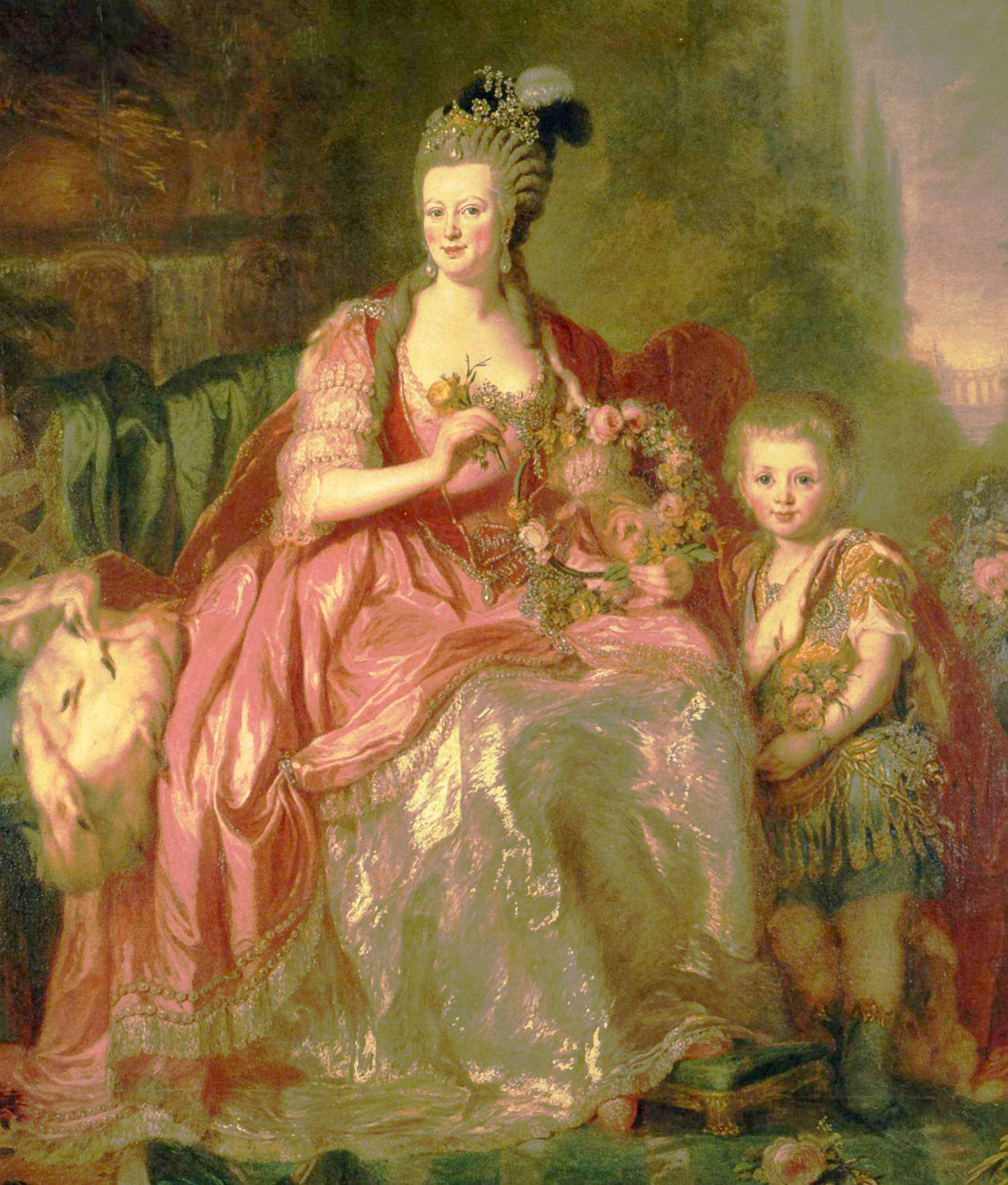
2. Ehe: (1769–1797) Prinzessin Friederike von Hessen-Darmstadt
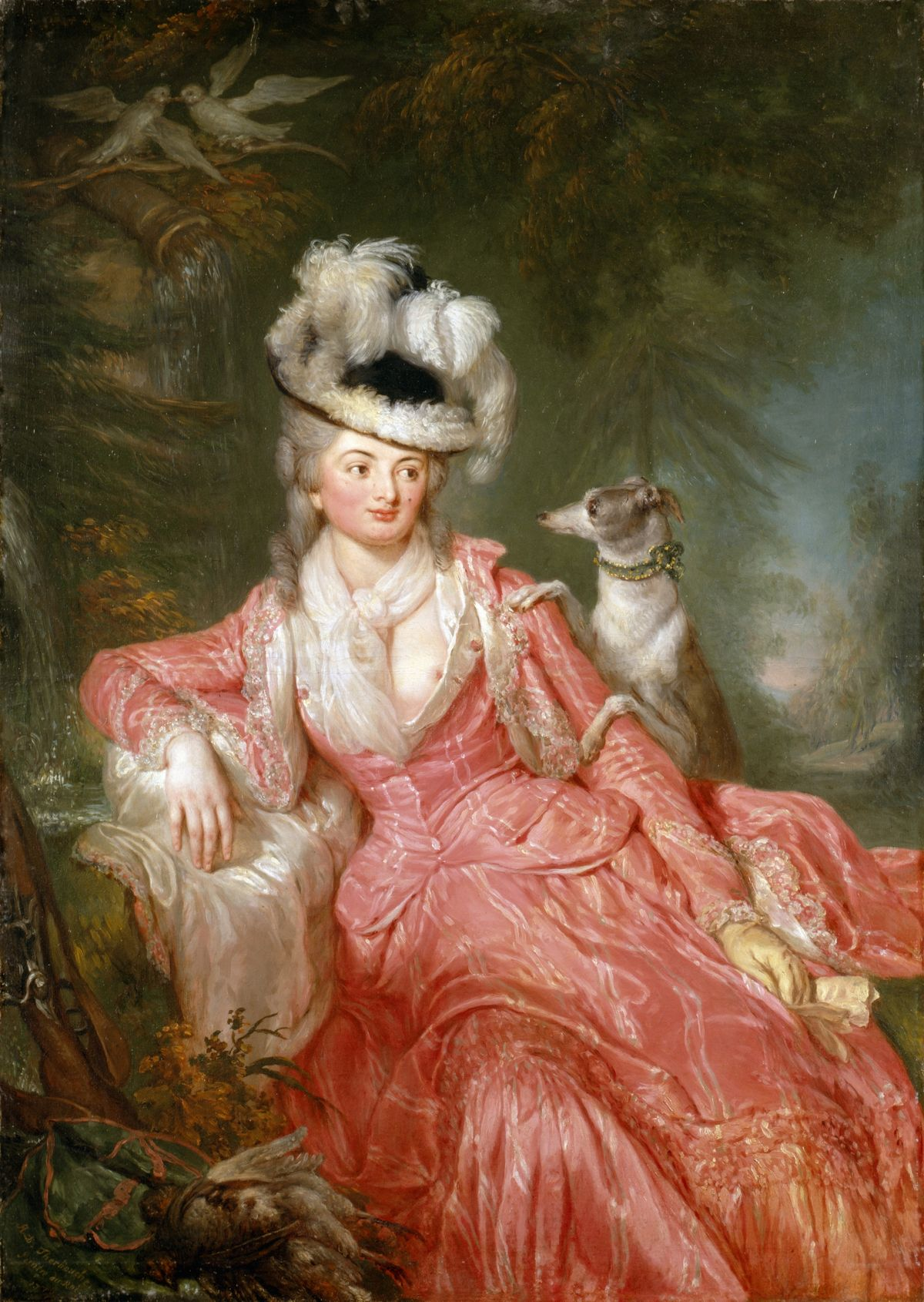
Mätresse: (1769–1782) Wilhelmine Enke, seit 1796 Gräfin von Lichtenau
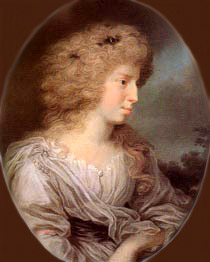
1. morganatische Ehe: (1787–1789) Julie von Voß, seit 1787 Gräfin von Ingenheim
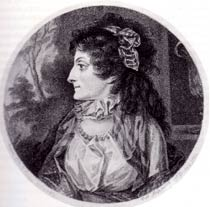
2. morganatische Ehe: (1790–1792) Gräfin Sophie von Dönhoff

## Denkmäler

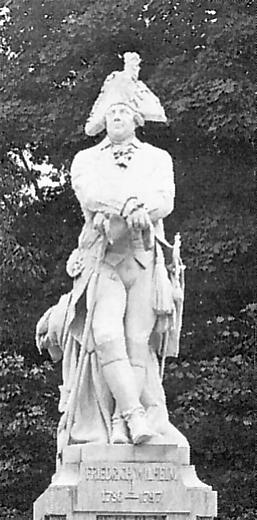
Für die ehemalige Berliner Siegesallee schuf der Bildhauer Adolf Brütt in der Denkmalgruppe 29 ein Standbild Friedrich Wilhelms II. Enthüllt wurde es am 22. März 1900. Brütt gelang es, Friedrich Wilhelm II. als bequemen Genussmenschen darzustellen, ohne der Figur die unerlässliche königliche Würde zu nehmen. Die elegante Generalsuniform der Zeit, der Degen und das Ordensband des Schwarzen Adlers betonen die Würde, während die legere Haltung, der Spazierstock, die weiche Hand mit wulstigen Fingern und das schwammig gezeichnete Gesicht „den Eindruck von Körperfülle und Dekadenz“ vermitteln. Als Seitenbüsten waren der Figur Johann Heinrich von Carmer und Immanuel Kant zugeordnet. Das Denkmal ist, allerdings ohne Kopf, erhalten und ruht zusammen mit weiteren Siegesalleefiguren seit Mai 2009 in der Zitadelle Spandau.
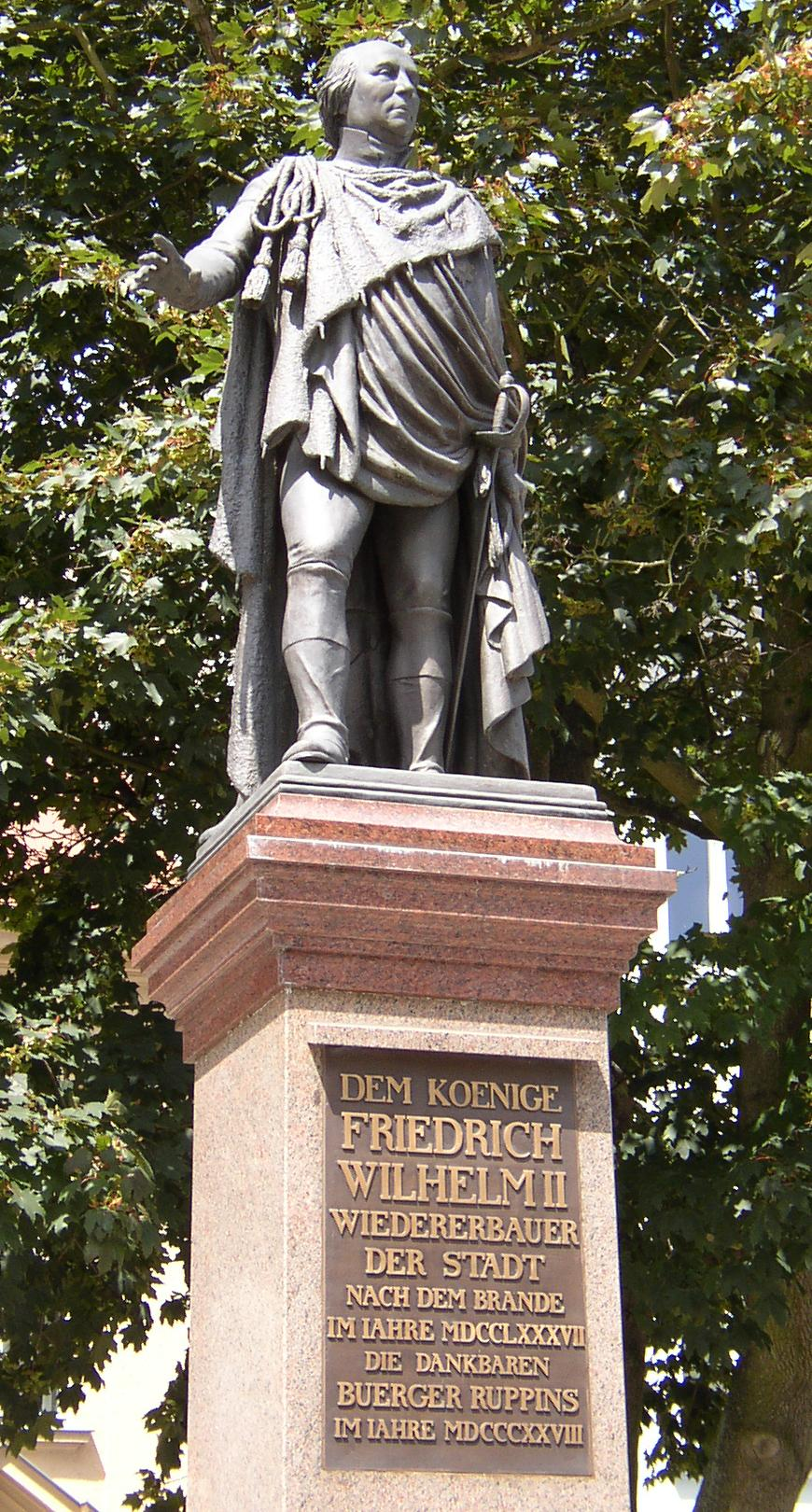
Denkmal Friedrich Wilhelms II. in Neuruppin
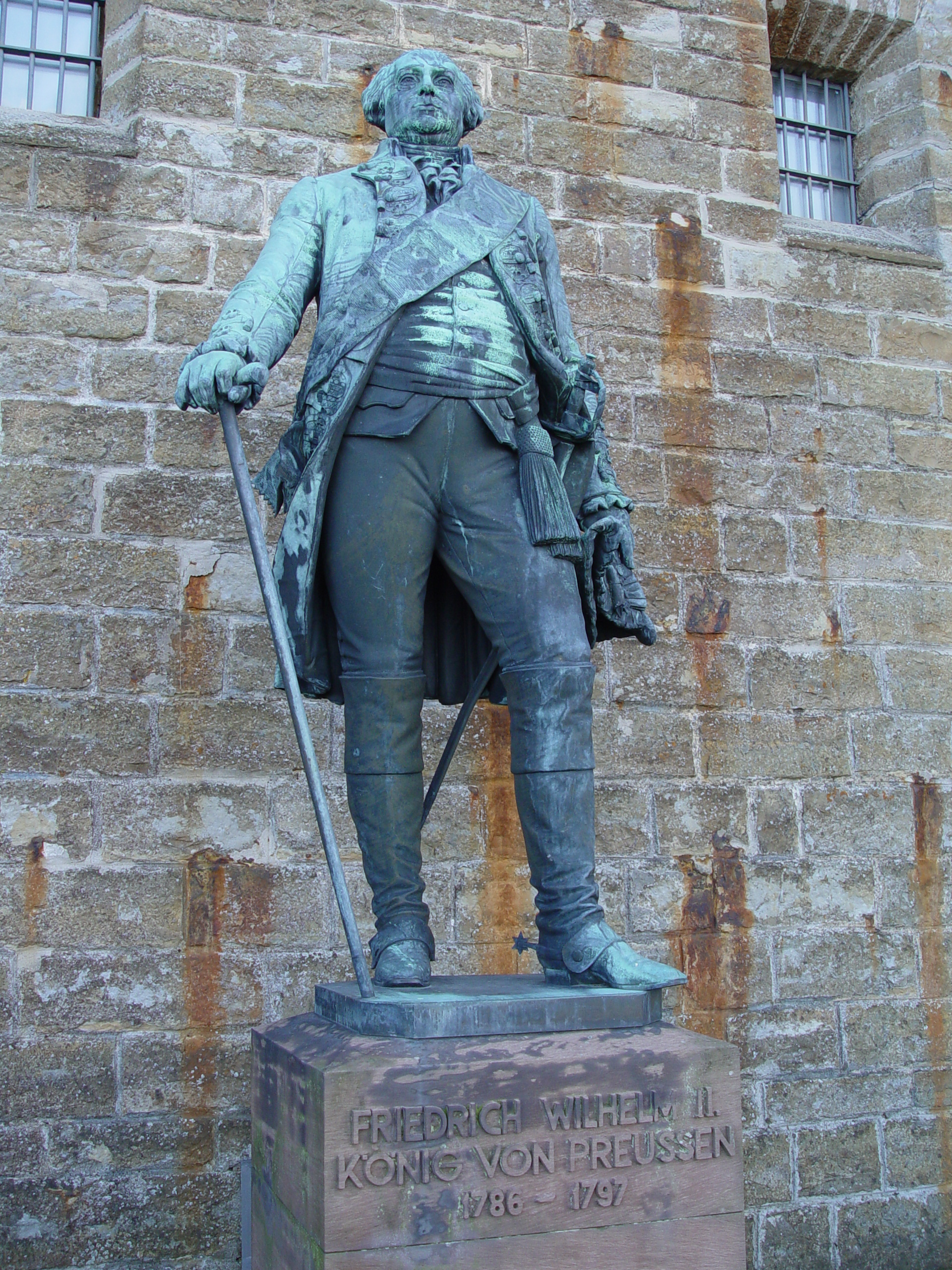
Statue von Friedrich Wilhelm II. auf der Burg Hohenzollern